# Anneau astronomique

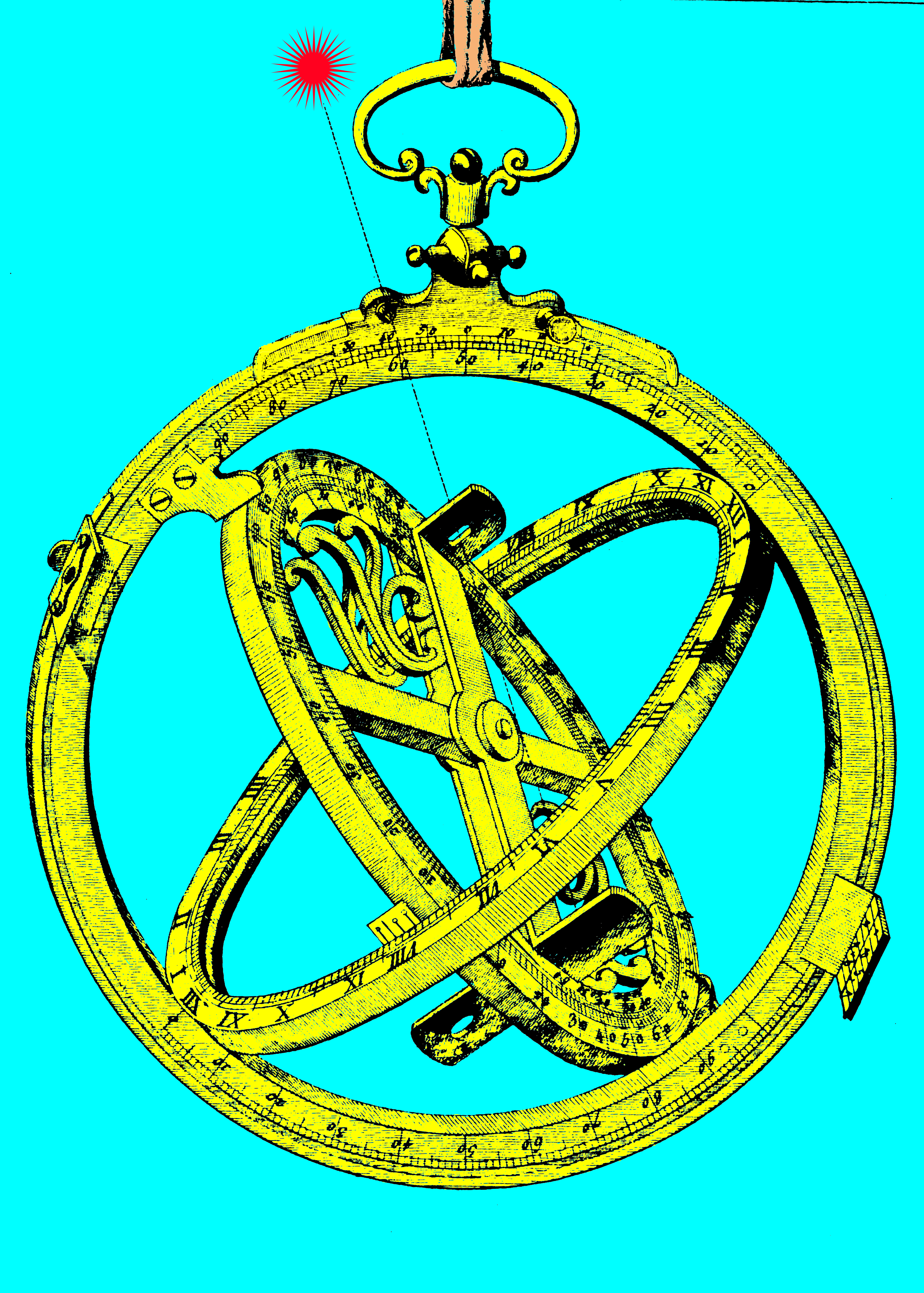
Le plus élaboré des anneaux astronomiques, celui du cardinal de Luynes (vers 1770).

Un anneau astronomique dit aussi anneau équinoxial universel suivant sa morphologie ou l'époque de son usage est un ancien instrument astronomique portatif dont la fonction principale est d'indiquer l'heure aux étoiles et plus particulièrement au Soleil. Cet instrument auto-orientable à l'usage est classé parmi les cadrans solaires de hauteur ; il est relativement précis, mais difficile d'emploi.
Dans son principe et son fonctionnement c'est l'équivalent d'une sphère armillaire d'observation épurée, limitée à la fonction « donner l'heure » et mis sous la forme d'un instrument composé d'anneaux, pliable et robuste.
Apparu dès l'Antiquité sous une forme « archaïque » légèrement différente, il sera développé à la Renaissance et employé jusqu'au milieu du XVIIIe siècle. 
Aujourd'hui, Des « anneaux gadgets » de petites dimensions, instruments de poche pouvant également se porter en collier sont proposés par des sites marchands.

## Principe
L'anneau astronomique est issu d'une adaptation de la sphère armillaire d'observation. Portatif pour usage individuel, sa finalité est d'indiquer l'heure solaire équinoxiale ou heure vraie.
La sphère armillaire d'observation à l'origine de l'anneau astronomique est dite équatoriale. Elle concrétise les coordonnées équatoriales d'un astre sur la sphère céleste. Ici, seules les coordonnées horaires sont pris en compte.

Pour déterminer l'heure H à partir du Soleil, il faut tenir compte de la latitude φ  du lieu d'observation, de la déclinaison δ solaire et orienter la sphère dans le plan du méridien.

L'anneau astronomique, simplification de la sphère armillaire se réduit alors au strict minimum pour indiquer l'heure.

De la sphère armillaire à l'anneau astronomique
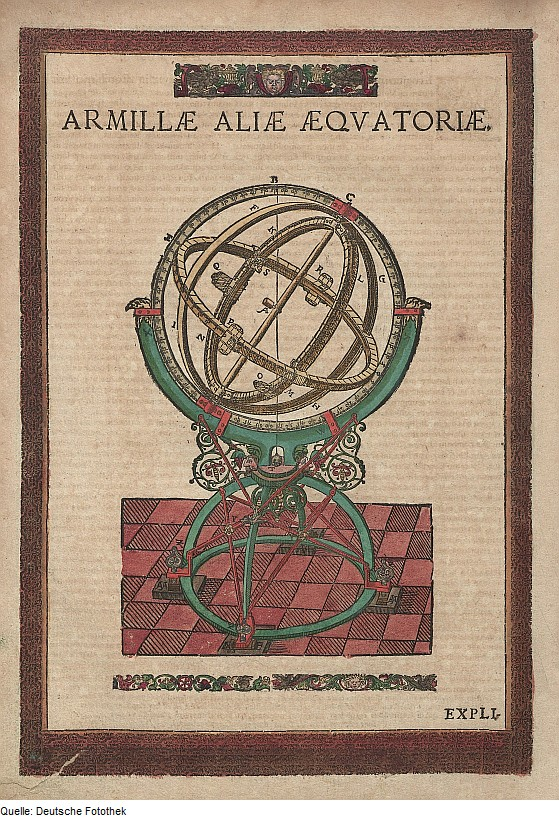
Sphère armillaire équatoriale.
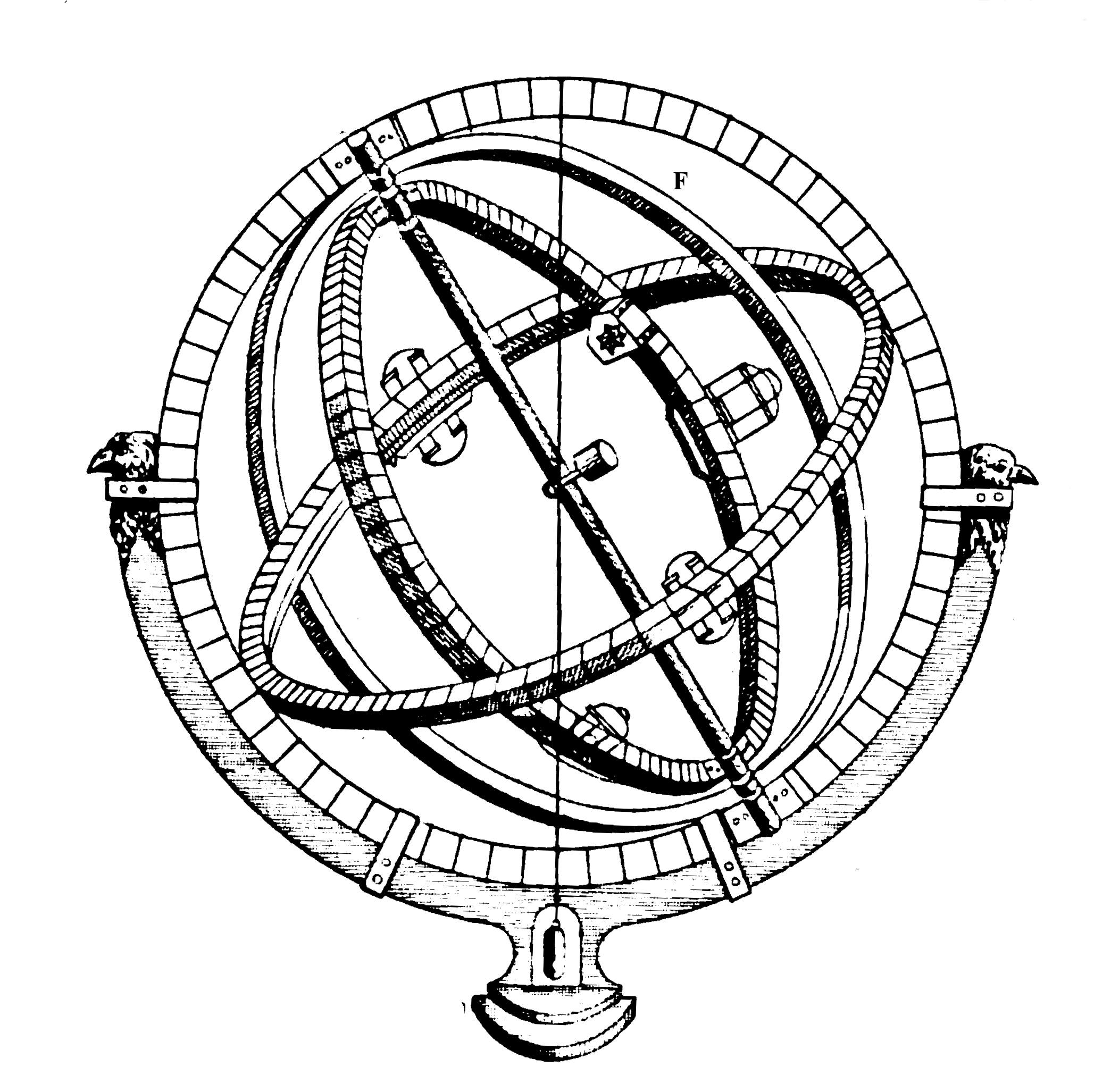
Dessin schématique de la sphère[1].
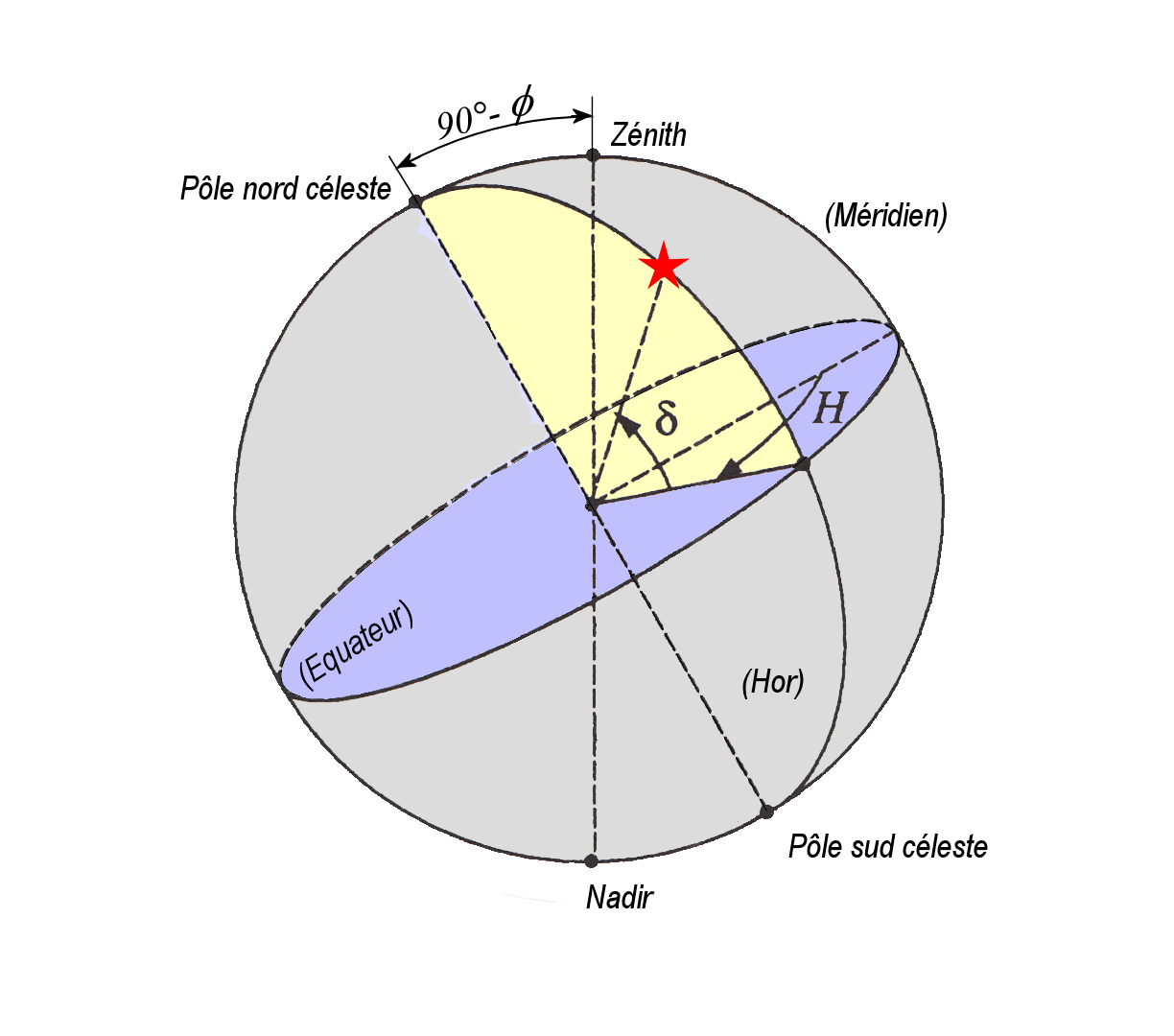
Les coordonnées horaires équatoriales.
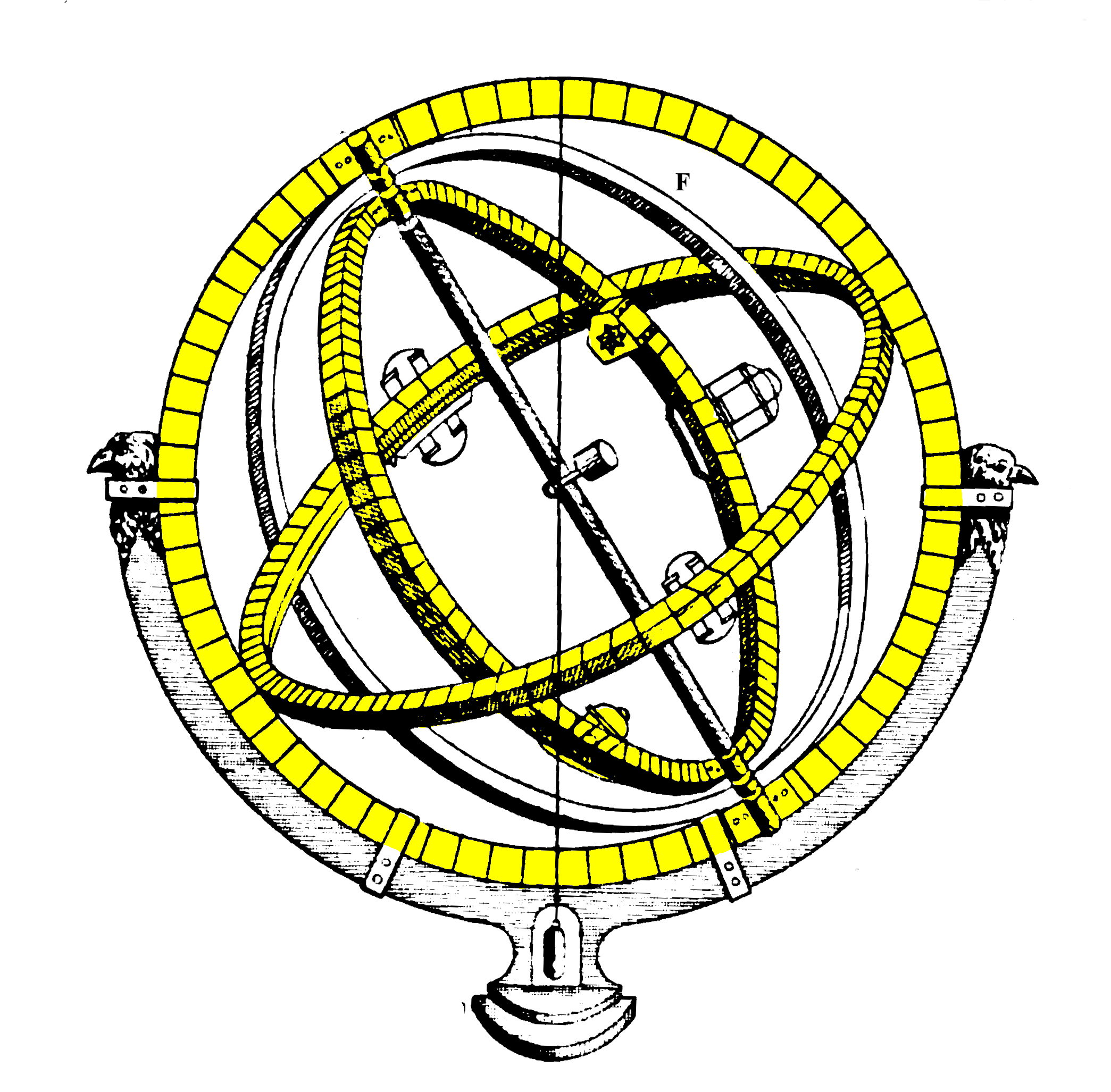
Le juste nécessaire sur la sphère.
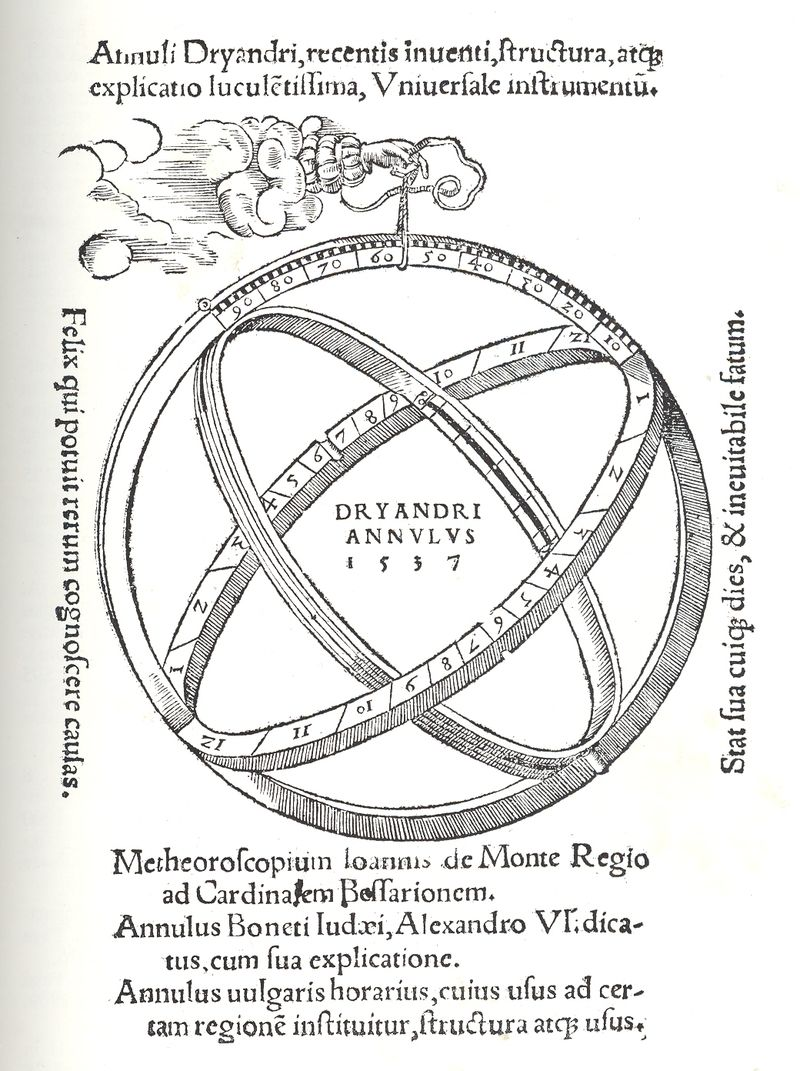
Un anneau astronomique simple.

## Structure simplifiée
L'instrument est constitué principalement de trois éléments, dont les deux premiers sont pratiquement standards :
1. l'anneau ou cercle « méridien » extérieur. Il porte la graduation des latitudes et le point de suspension réglable ;
2. l'anneau ou cercle « équatorial » dit aussi « équinoxial », interne monté perpendiculairement sur l'anneau méridien en position d'usage. Il porte la graduation des heures ;
3. le troisième élément, le plus à l'intérieur, suivant le type d'instrument, pourra être soit un anneau ou cercle de « déclinaison », soit un gnomon ou style (dans l'axe des pôles), qui se présente sous la forme d'une lame. Quel que soit son type, cet élément porte la graduation de déclinaison solaire qui sert à régler en position le système de visée.

En position fermée, les trois éléments s'imbriquent judicieusement pour ne plus former qu'une galette de l'épaisseur de l'anneau méridien, facilitant ainsi son rangement et son transport.

Types d'anneaux astronomiques
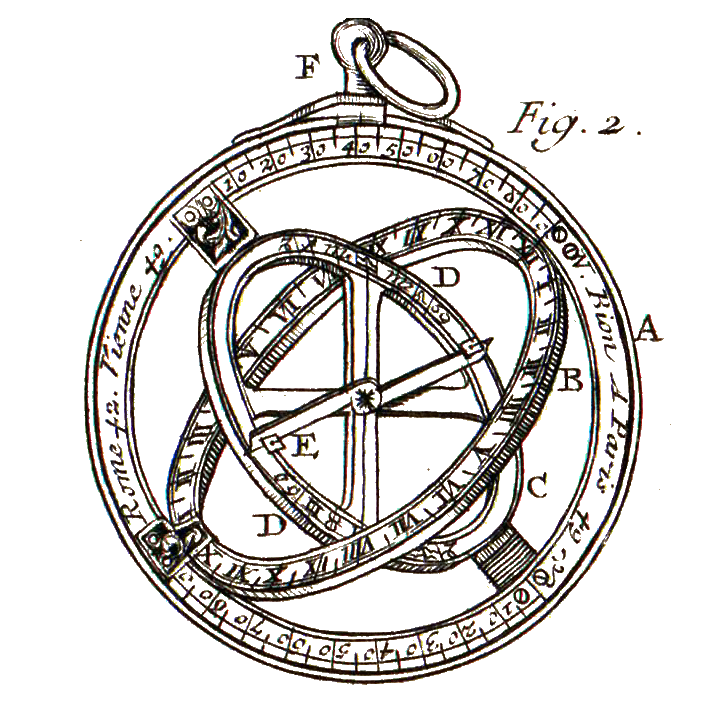
Anneau à  trois cercles : A, méridien ; B, équatorial ; CD, de déclinaison.
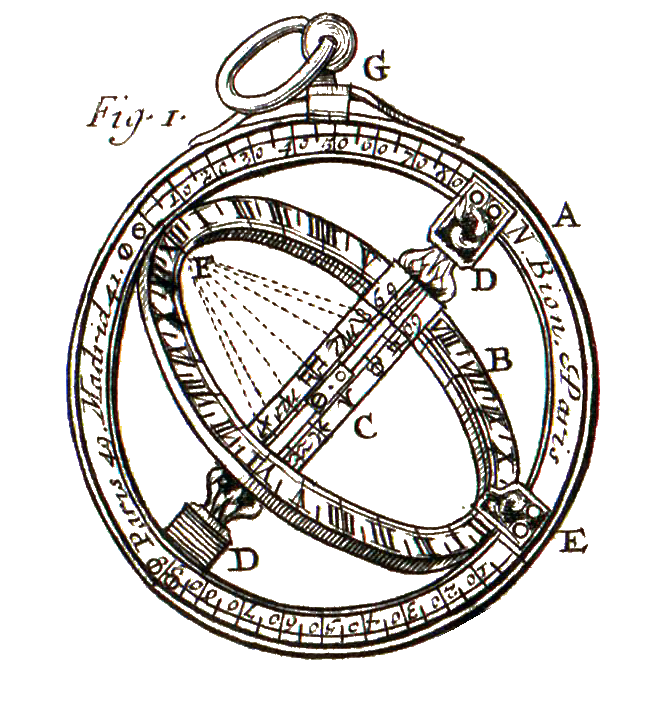
Anneau à deux cercles :  A, méridien ; B, équatorial ; CD, lame-gnomon.

## Utilisation
Pour déterminer l'heure d'une observation il faut procéder de la manière suivante :
1. déplier l'instrument ;
2. régler la latitude sur l'anneau méridien ;
3. ajuster le système de visée de l'élément central sur la déclinaison solaire : suivant le modèle la graduation pourra se présenter sous forme d'angle de déclinaison ou de calendrier zodiacal ou mensuel.
4. en maintenant l'anneau par son point de suspension :
  1. orienter grossièrement l'instrument pour différencier les heures du matin et celles de l'après-midi ;
  2. viser le Soleil ; le rayon solaire passant par l'œilleton du système de visée sera reçu par la platine de la pinnule réceptrice dans le cas d'un anneau à trois cercles ou frappera directement l'anneau des heures sur un anneau à deux cercles ;
5. ajuster au mieux la tâche de lumière sur son objectif récepteur ;
6. dans cette position, l'instrument est en station. La lecture de l'heure se fait sur l'anneau des heures :
  1. sur un anneau à trois cercles, c'est l'orientation du cercle de déclinaison sur l'anneau des heures qui donne l'heure ;
  2. sur un anneau à deux cercles la tâche de lumière indique directement l'heure.

Remarques :
- en station, l'anneau méridien est dans la direction nord-sud, ce qui permet grossièrement de s'orienter ;
- vers l'heure de midi, l'anneau méridien cache le Soleil, inconvénient majeur qui est éliminé dans l'anneau du cardinal de Luynes de Baradelle ;
- autour des équinoxes, le cercle équinoxial cache aussi le Soleil, la lecture de l'heure est impossible pendant deux à trois jours ;
- la mise en station est très délicate du fait de la suspension de l'instrument. On trouve parfois des anneaux montés sur pieds dont l'exactitude est de l'ordre de quinze secondes[3], mais ce type d'instrument n'est alors plus portatif !

## Évolution historique
Connu sous une forme un peu différente dès l'Antiquité, l'anneau astronomique, dérivé de la sphère armillaire, verra son apparition à la Renaissance et évoluera sous différentes formes jusqu'au milieu du XVIIIe siècle.

### Le cadran à anneaux de l'Antiquité
Il n'existe qu'un seul exemplaire de ce type de cadran trouvé sur le site de Philippes en Grèce et daté du IIIe ou IVe siècle.
Il est constitué de trois anneaux de section rectangulaire :

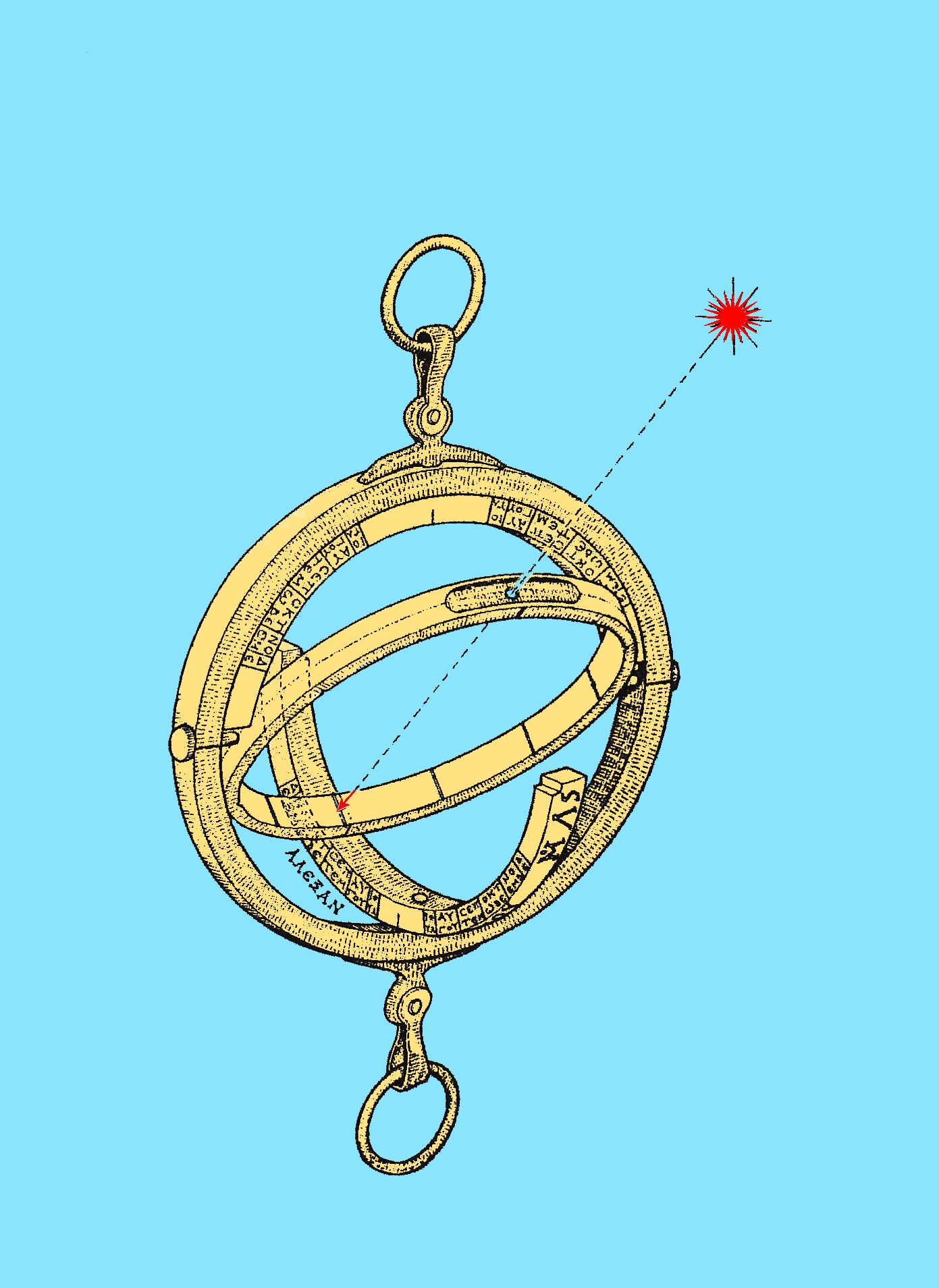
Schéma d'utilisation du cadran de Philippes.

- l'anneau extérieur sert de cadre ; il peut pivoter, en cours de mise en station, autour de la boucle supérieure de suspension (il existe pour l'usage deux boucles de suspension en opposition dont le choix est lié au lieu d'utilisation) ;
- un anneau intermédiaire - en fait deux demi-anneaux - sert à régler l'instrument pour quatre villes de latitude différente (deux villes par demi-anneaux disposés en position basse pour usage). À chaque ville correspond une graduation  de déclinaison solaire sur laquelle le réglage devra s'effectuer en fonction de la date d'utilisation ;
- l'anneau des heures, intérieur, est percé dans sa partie supérieure d'un petit trou ou œilleton pour laisser passer un rayon de Soleil qui indiquera l'heure temporaire sur la partie basse de l'anneau comportant douze graduations[4].

Utilisation : 
1. Après avoir choisi la ville d'utilisation, placer le demi-anneau correspondant perpendiculairement à l'anneau extérieur, en position basse ;
2. le cadran étant suspendu, faire pivoter l'anneau des heures autour de son axe horizontal, jusqu'à sa localisation correcte sur la « graduation » de la date choisie.
3. Faire pivoter l'ensemble ainsi constitué autour de la boucle de suspension supérieure, de telle sorte que le rayon solaire, passant par l'œilleton, frappe l'intérieur de l'anneau des heures ; lire alors l'heure[5].

Ce type de cadran est la matérialisation de la trajectoire apparente du Soleil sur la voute céleste dans un système de coordonnées horizontales. Transposé dans un système de coordonnées équatoriales, avec adaptation aux heures équinoxiales, il donnera le jour à l'anneau astronomique à l'époque de la Renaissance.

### L'anneau astronomique à la Renaissance
En 1471, l'astronome allemand Regiomontanus (1436-1476) décrit une sphère armillaire équatoriale ou cadran solaire, appelée annulus sphaericus. Elle est  composée de trois anneaux principaux comme vu précédemment, mais il reviendra à Oronce Fine (1494-1555) et à Gemma Frisius (1508-1555) pionnier de l' école de Louvain, d'améliorer l'instrument pour en faire l'ingénieux « anneau astronomique » qui nous est parvenu.

#### Les anneaux d'Oronce Fine
Ornoce Fine, nommé par François Ier lecteur Royal des Mathémathiques en 1531, publie en 1732 son ouvrage le plus important Protomathesis dans lequel il décrit deux anneaux astronomiques.
Le plus simple est composé de trois cercles dont l'usage exclusif est de pouvoir indiquer l'heure solaire.

L'anneau de déclinaison, composé en fait de deux cercles concentriques ajustés l'un dans l'autre, reçoit la graduation zodiacale de déclinaison solaire. Le système de visée est constitué de deux fentes longitudinales situées en vis-à-vis vers G et H sur la figure ; une lame d'obturation percée et coulissante, située entre les deux cercles fait office de pinnules pour viser le Soleil à la bonne déclinaison.

Le réglage en latitude de l'anneau astronomique s'effectue simplement à l'aide d'une ficelle.

Anneau astronomique simple de Fine
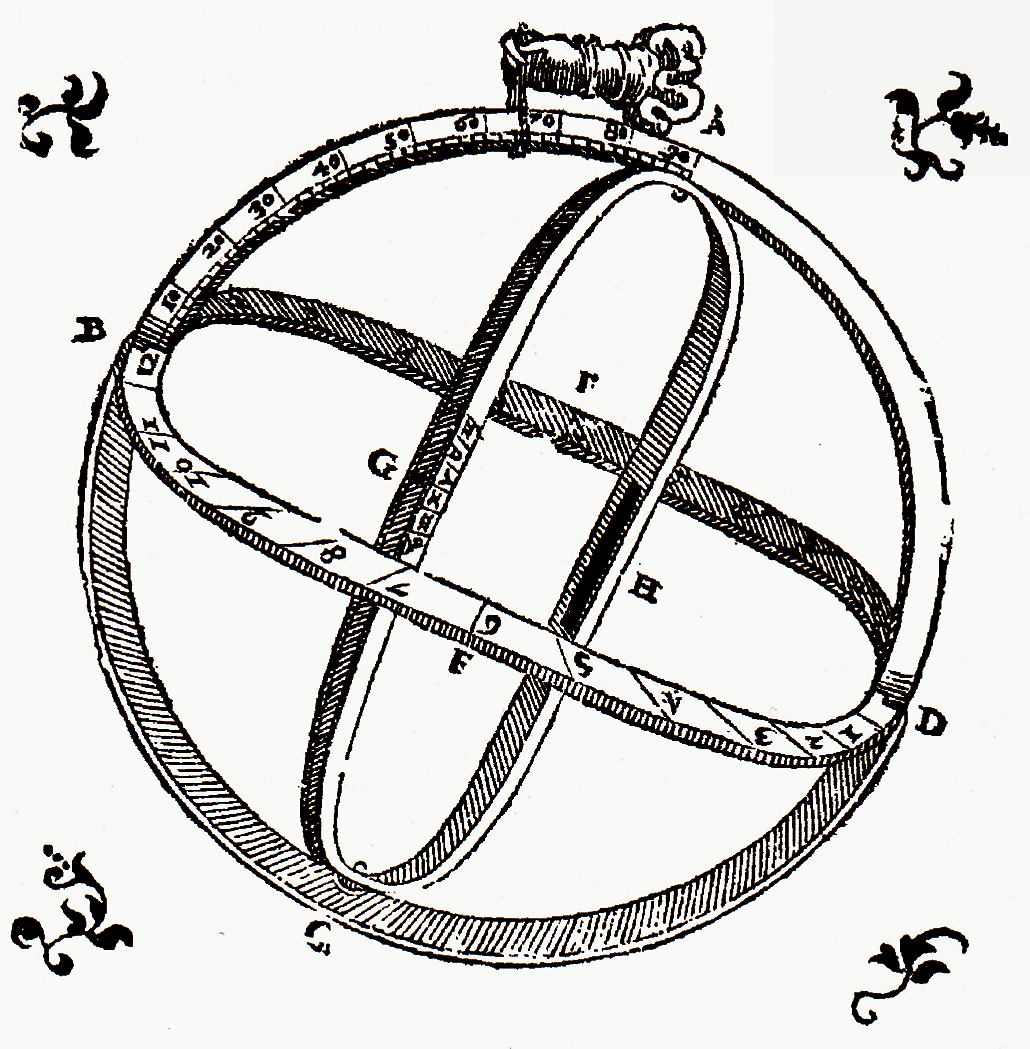
Dessin schématique de Fine dans son ouvrage Protomathesis.
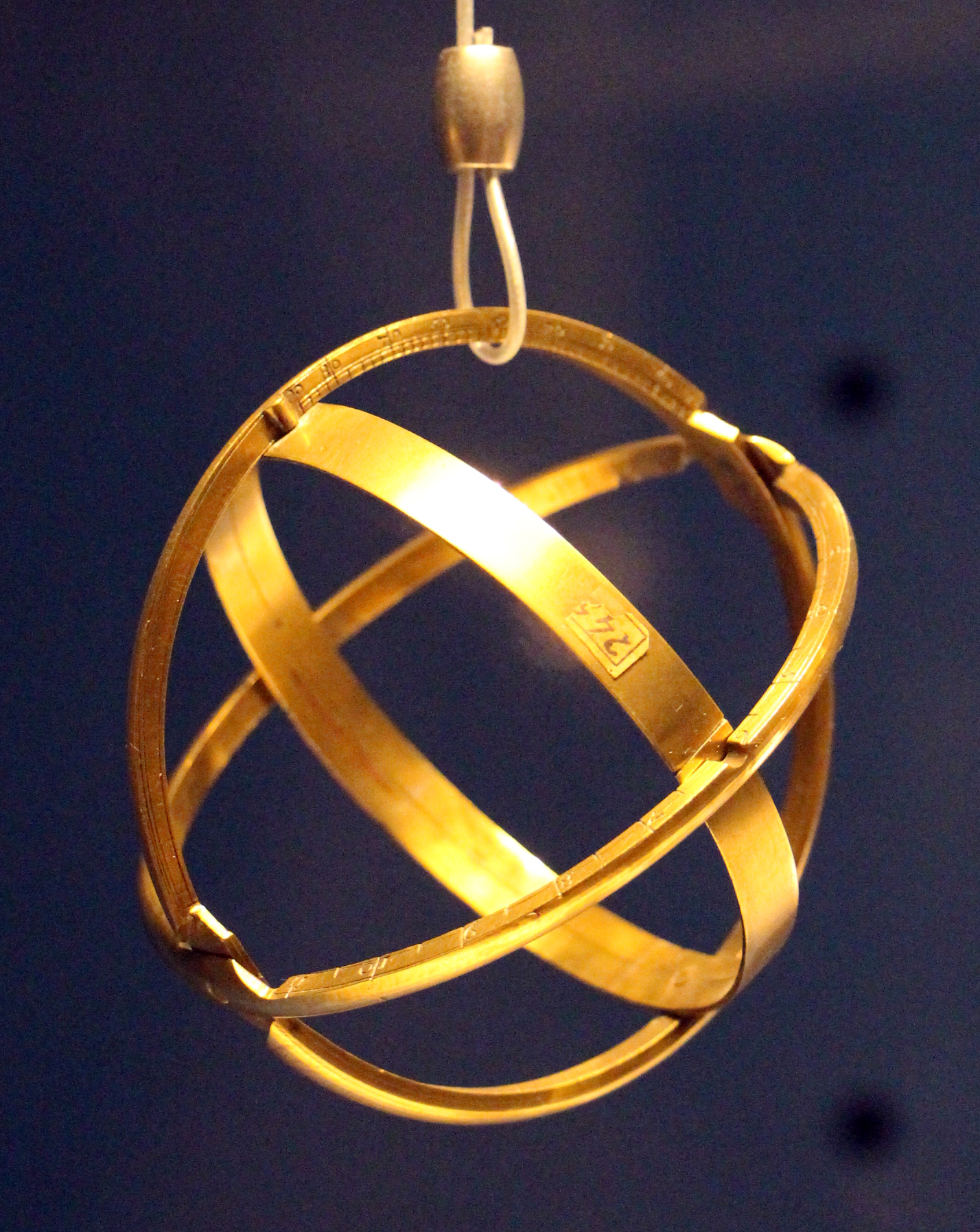
un anneau simple du XVIe siècle en position d'usage.
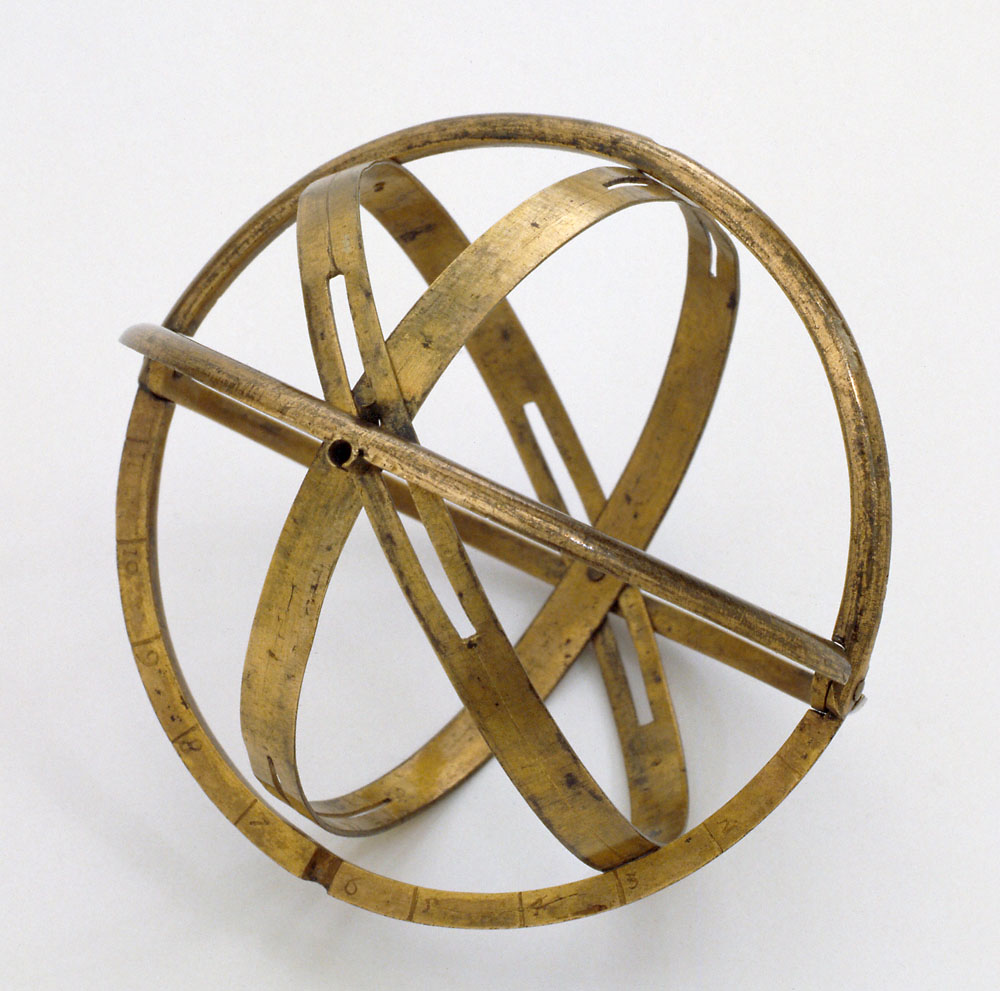
Anneau avec cercles de déclinaison dissociés, sans lame d'obturation.

L'autre anneau, plus sophistiqué, à alidade, donne l'heure au Soleil le jour au recto de l'instrument et fait office de nocturlabe pour un usage de nuit au verso. L'instrument est représenté en position repliée.

Au recto, l'anneau solaire est constitué des trois cercles conventionnels. Le cercle méridien extérieur reçoit un anneau de suspension fixe qui est représenté au point C vers le vertex sur la figure ; le cercle reçoit les graduations de latitude et de colatitude. Le cercle équatorial, lui est en deux parties ; il se règle en position fermée, donc avant dépliage, en faisant tourner et coïncider le pôle Nord, noté G sur la figure, avec la latitude ou la colatitude du lieu du cercle méridien (la latitude est donnée à partir du point D). Enfin, le cercle intérieur de déclinaison reçoit une alidade de visée à pinnules, comme sur un astrolabe planisphérique.

Au verso, l'anneau astronomique en position repliée fait office de nocturlabe ; il permet donc de lire l'heure la nuit.

L'instrument se tient alors par l'anneau de suspension se trouvant en position basse. La visée de l'étoile polaire se fait par le trou central noté A sur la figure et l'orientation de l'instrument s'effectue par rotation des deux cercles intérieurs solidaires en visant, à travers le trou N, l'« étoile de l'heure » Stella del la hora qui est l'étoile Kochab de la petite Ourse. La lecture de l'heure s'effectue à partir de la graduation zodiacale du jour de l'observation de l'anneau extérieur.

Anneau astronomique à alidade de Fine
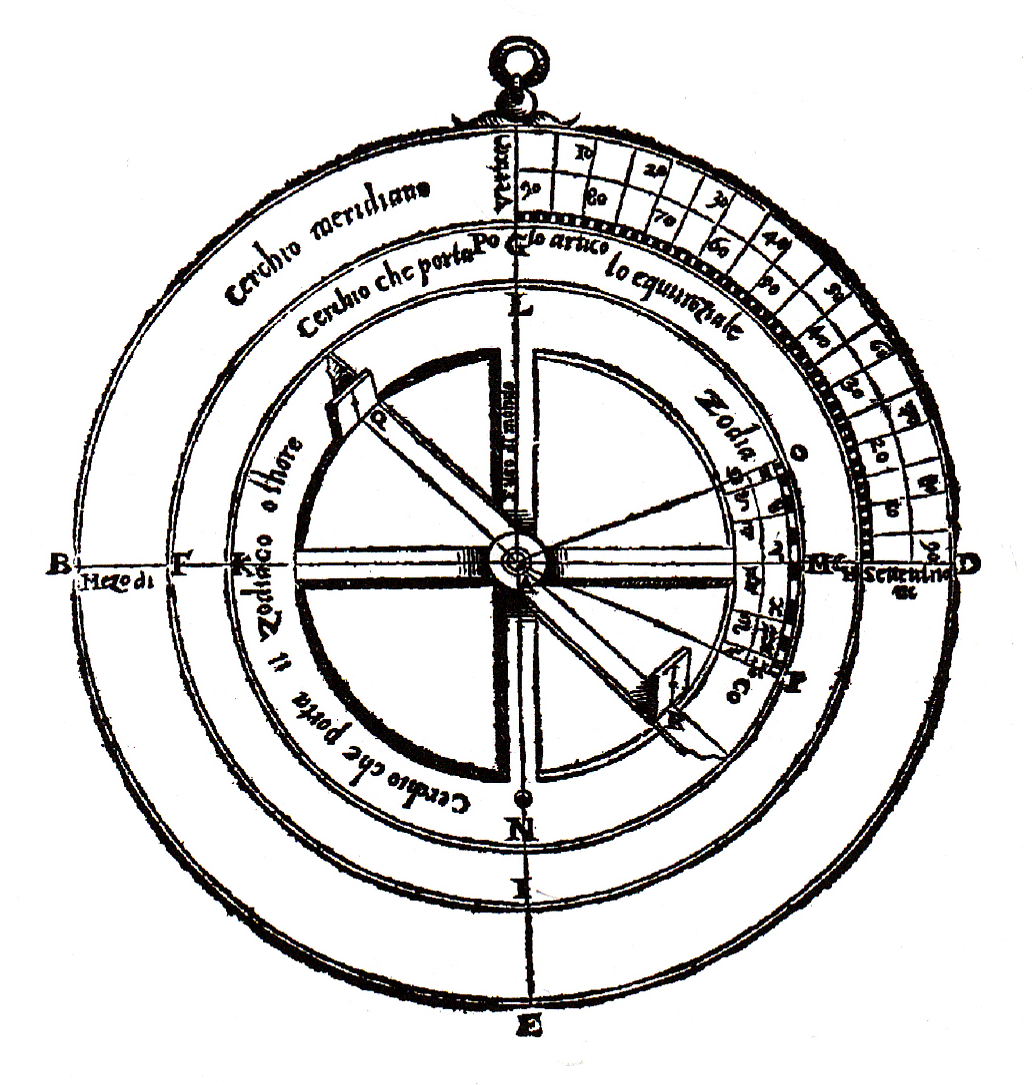
Recto, en position repliée.
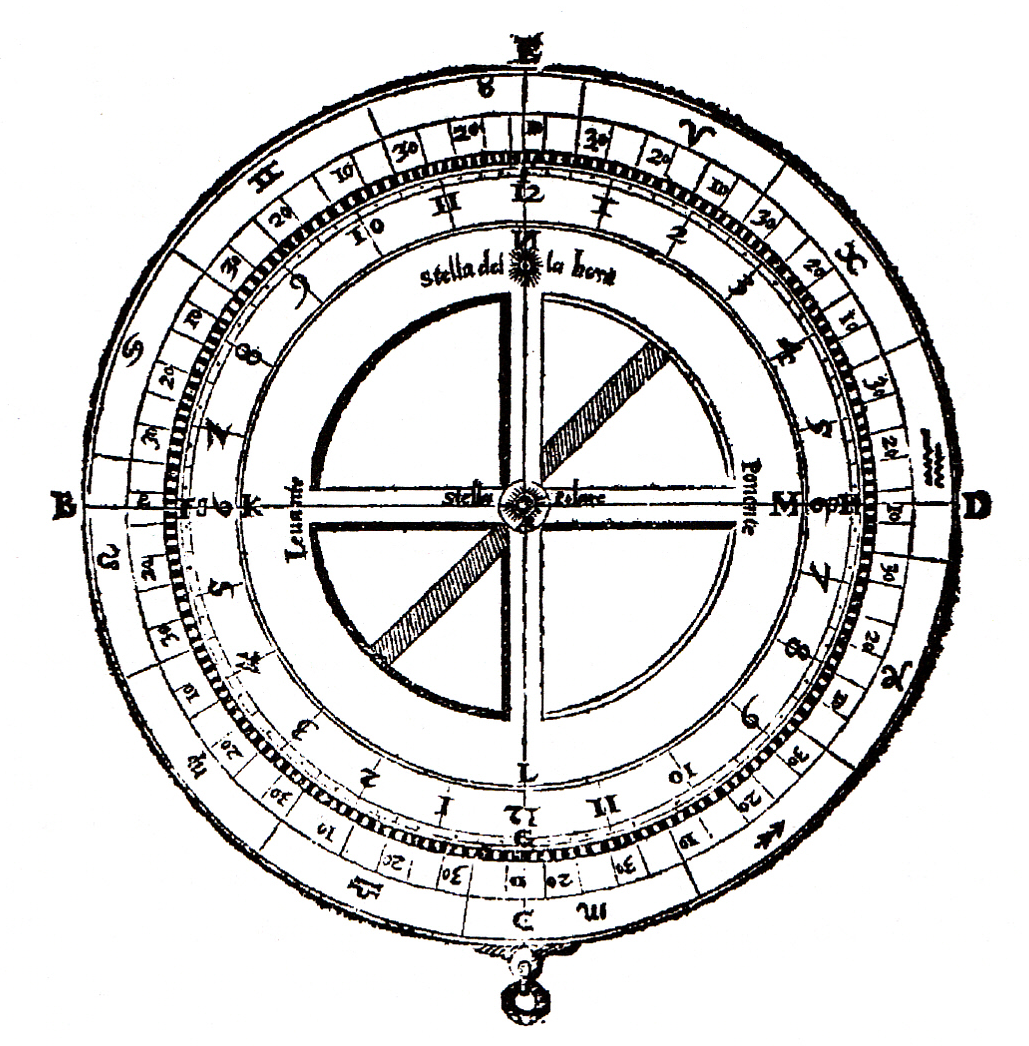
Verso : en fait, un nocturlabe.

#### Les anneaux de Gemma Frisius et de l'école de Louvain

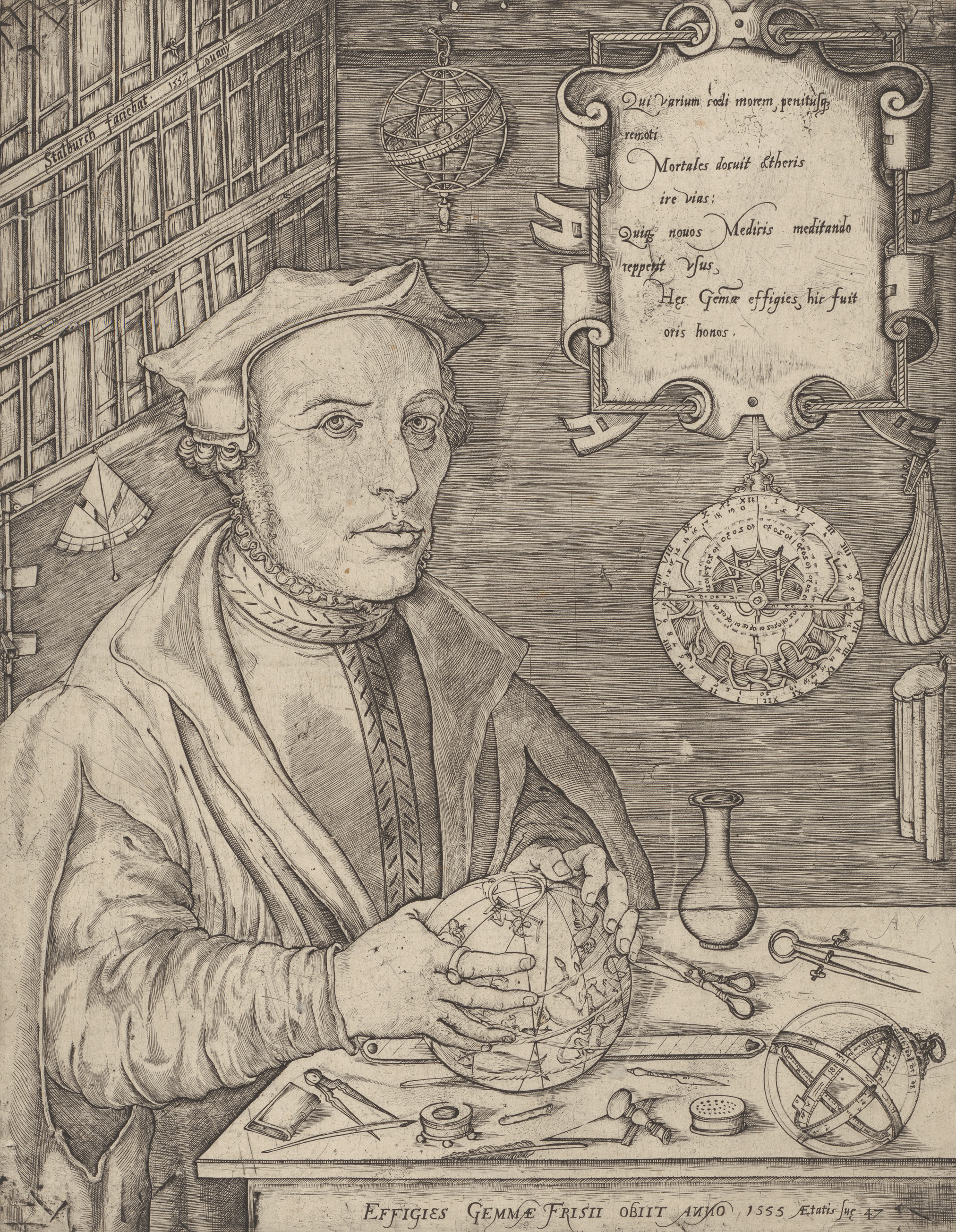
Gemma Frisius avec au premier plan un anneau astronomique.

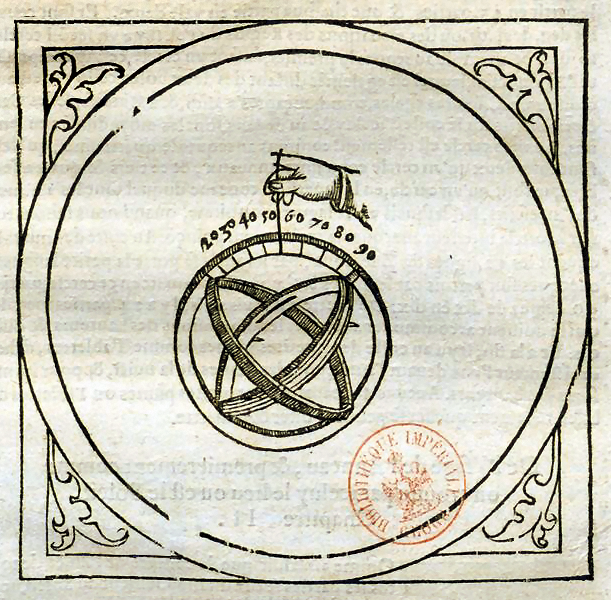
Première représentation de l'anneau de G. Frisius, 1534.

Gemma Frisius, de l'université de Louvain - centre européen de l'astronomie de l'époque - est reconnu comme le « normalisateur » de l'anneau astronomique. Il publie, en 1534, un traité intitulé Usus annuli astronomici à la suite de la Cosmographie de Pierre Apian, dans lequel il décrit l'instrument et en donne diverses utilisations dont essentiellement celles de donner l'heure : heures de jour au Soleil et heures de nuit aux étoiles. Il « ne prétend pas être l'inventeur de l'anneau, mais dit avoir seulement amélioré l'instrument ».
L'anneau originel
La première représentation de l'anneau est identique à celle d'Oronce Fine, mais elle est d'un meilleur cachet.

On remarquera les deux index qui servent à manœuvrer la lame d'obturation du système de visée.

Il existe un autre dessin de Johannes Dryander, daté de 1537, de facture plus soignée, mais sans les deux index de réglage.
Les anneaux de Louvain

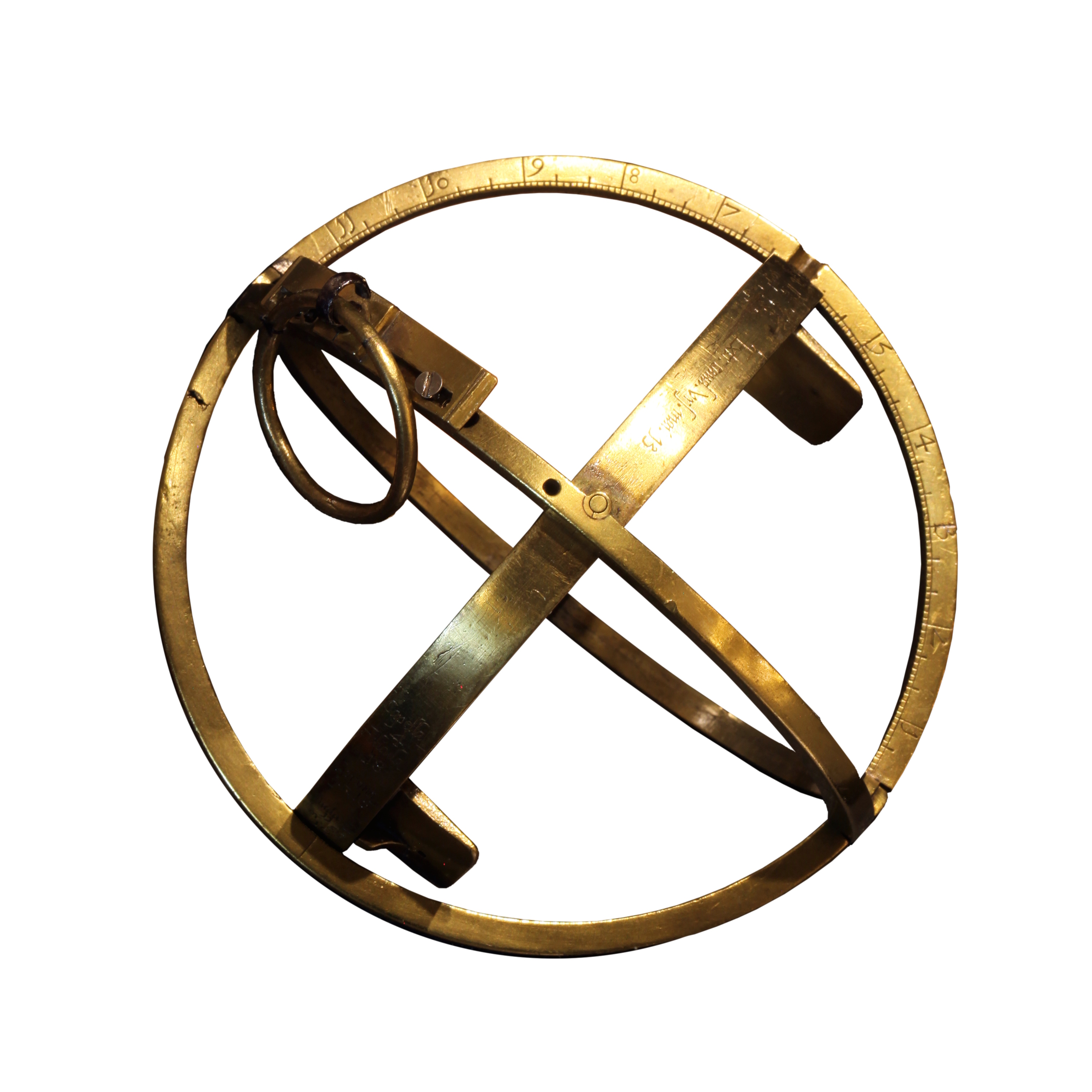
Anneau astronomique à pinnules attribué à Gemma Frisius.

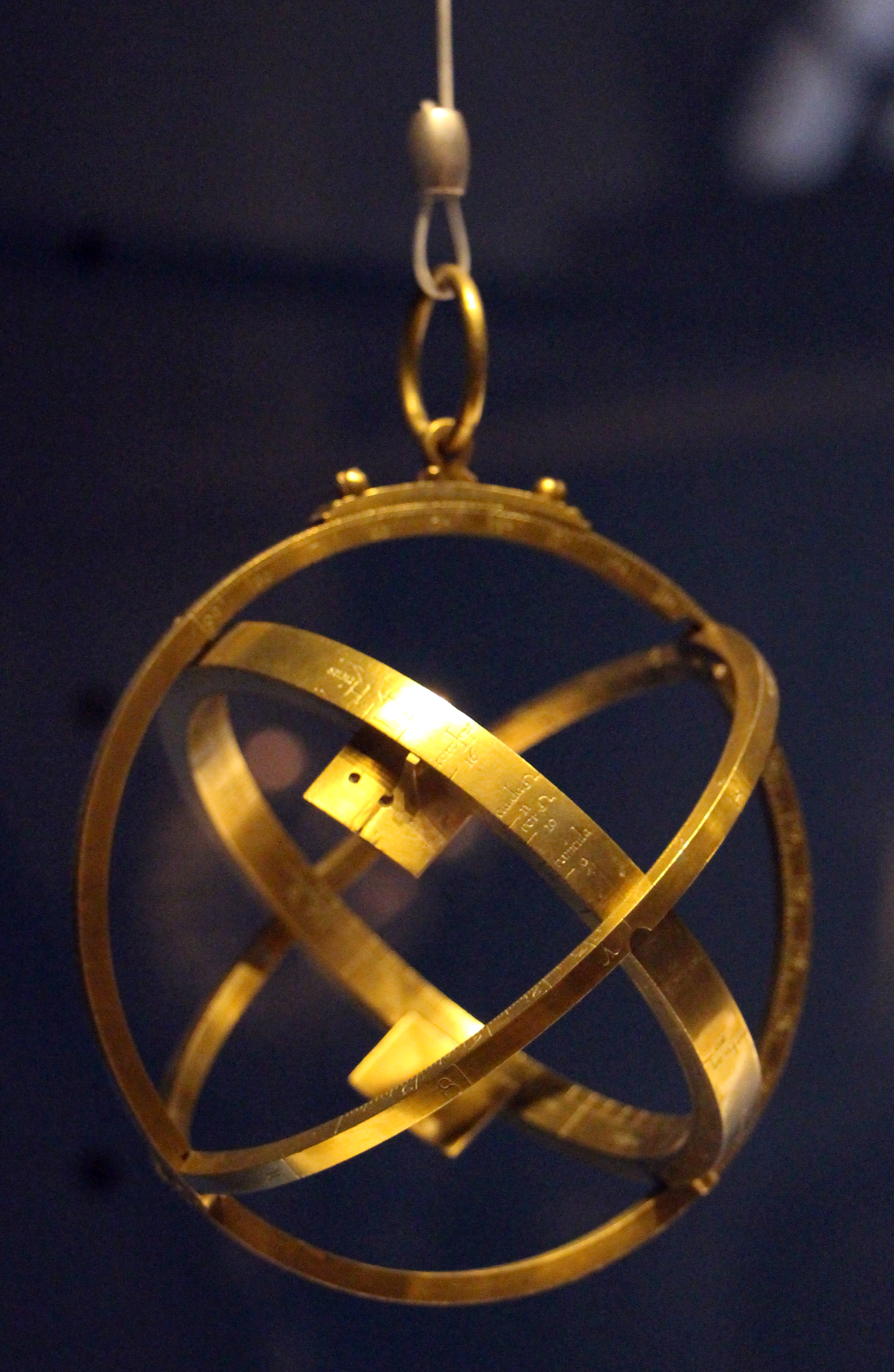
Anneau attribué à Johannes Motter, vers 1550.

Pionnier de l'école de Louvain, Gemma Frisius aura des élèves ou successeurs célèbres comme Gérard Mercator, Gualterus Arsenius et Adrian Zeelst. Ils réalisent des anneaux pratiquement tous « standards ». On trouve aujourd'hui, dans diverses collections, des anneaux signés ou non de ces différents constructeurs. Parmi eux, un seul semble-t-il, est attribué à Gemma Frisius ; il se trouve au Musée d'histoire des sciences de la Ville de Genève.
L'anneau « standard » de l'école de Louvain est un anneau à trois cercles, dont le troisième, le cercle de déclinaison, a certaines particularités. Il est, en fait, constitué de deux anneaux centrés l'un sur l'autre : un gros anneau porteur extérieur pouvant pivoter autour de l'axe des pôles et un fin anneau intérieur libre en rotation dans l'anneau porteur.
- l'anneau porteur est gravé sur sa surface latérale extérieure de noms d'étoiles dont le nombre peut varier d'une quinzaine à une trentaine suivant l'instrument. Elles sont réparties suivant leur position équatoriale et leur déclinaison et sont accompagnées d'un nombre de repérage et d'un trait de localisation ; sur un des chant on trouve une division horaire de deux fois douze heures - et sur l'autre, la graduation de déclinaison zodiacale solaire (sur ± 24°).
- l'anneau intérieur porte les pinnules de visée ; sur la surface latérale interne sont répétés les repères des étoiles dans leur position zodiacale.

La détermination de l'heure de jour est conventionnelle dans sa procédure.
Celle de nuit, d'après les étoiles, suit le processus suivant :
- régler l'anneau méridien suivant la latitude du lieu ;
- positionner l'index d'une pinnule sur le repère extérieur de l'étoile visible choisie ;
- orienter l'anneau de déclinaison en visant l'étoile choisie à travers les pinnules ;
- lire alors à son intersection avec le cercle équatorial l'heure stellaire T ;
- pour connaitre l'heure solaire il faut ajouter à l'heure stellaire lue la différence entre l'ascension droite de l'étoile et celle du Soleil. Pour ce faire, il faut se servir de l'anneau comme s'il s'agissait d'une règle à calcul particulière :
  - faire tourner l'anneau intérieur du cercle de déclinaison et aligner le repère intérieur de l'étoile choisie avec la graduation de l'heure stellaire mesurée ;
  - repérer la position du Soleil sur l'échelle zodiacale de l'anneau intérieur. Lire, en vis-à-vis sur le pourtour de l'anneau extérieur, l'heure solaire[14].

Ce type d'anneau standard porte bien son nom d'anneau astronomique, eu égard aux multiples possibilités fonctionnelles offertes. Il sera en usage dans une population érudite et privilégiée jusqu'au milieu du XVIIe siècle. C'est à cette époque qu'il se verra supplanté par un nouvel anneau simplifié, l'anneau équinoxial universel.

### L'anneau équinoxial universel de l'époque moderne
Ce nouveau type d'anneau est une simplification de l'anneau astronomique de la Renaissance et spécialement de l'école de Louvain. La détermination de l'heure aux étoiles est une fonction complexe qui demande beaucoup d'investissement dans la gravure de l'anneau et donc dans le coût de l'instrument ; de plus, son usage astronomique de nuit n'est ni simple ni usuel. Les constructeurs vont donc s'attacher à supprimer cette fonction et l'anneau se contentera de donner l'heure au Soleil, comme un cadran solaire équinoxial, et ceci pour toutes les latitudes, d'où son appellation « équinoxial universel ». Cette évolution prendra différentes formes qui se retrouvent dans les anneaux équinoxiaux à deux ou trois cercles.

L'appellation « anneau équinoxial universel » est employée en France par différents spécialistes, mais l'appellation « anneau astronomique » perdurera malgré tout car prendre l'heure au Soleil est bien une démarche astronomique.

#### L'anneau équinoxial à deux cercles

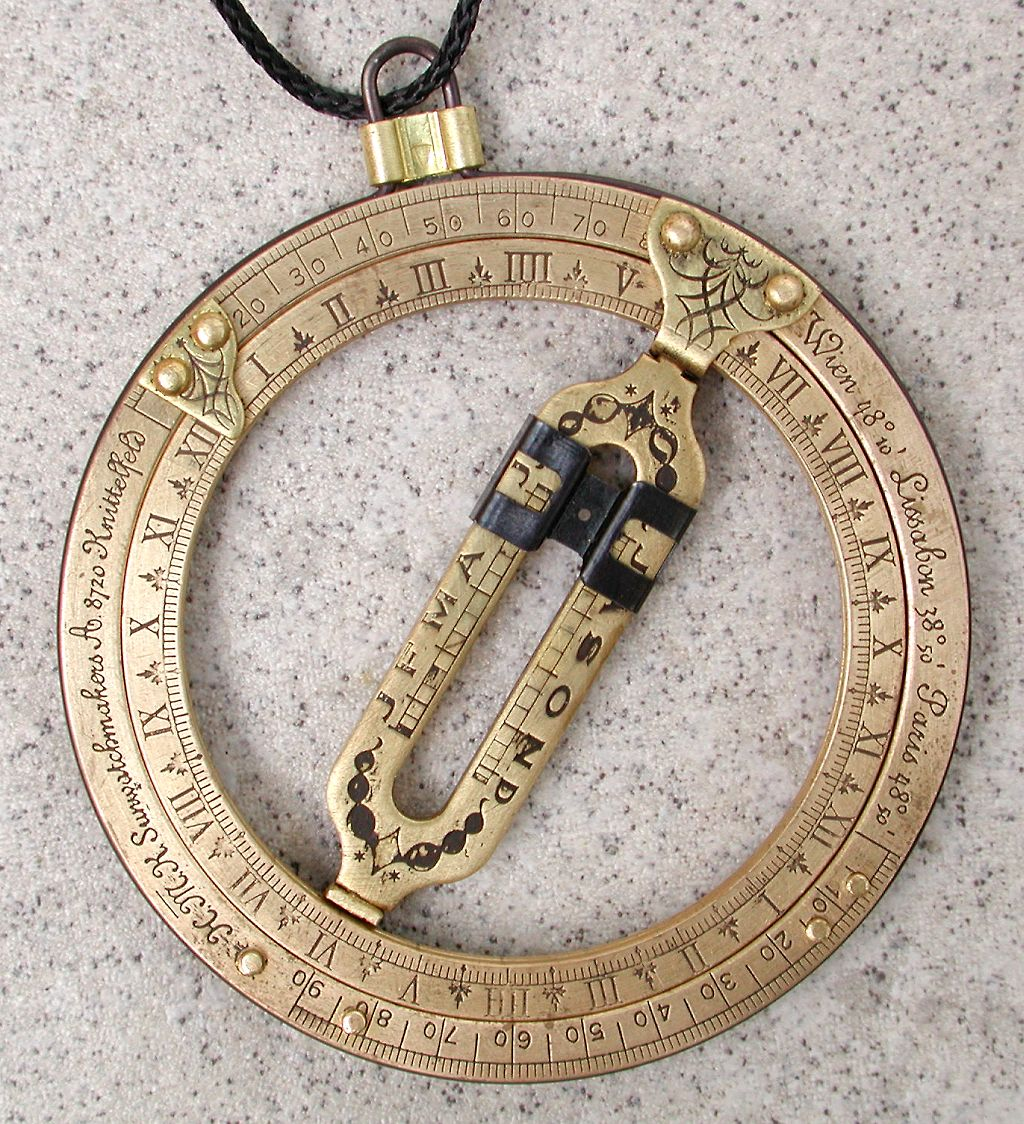
anneau équinoxial en position repliée.
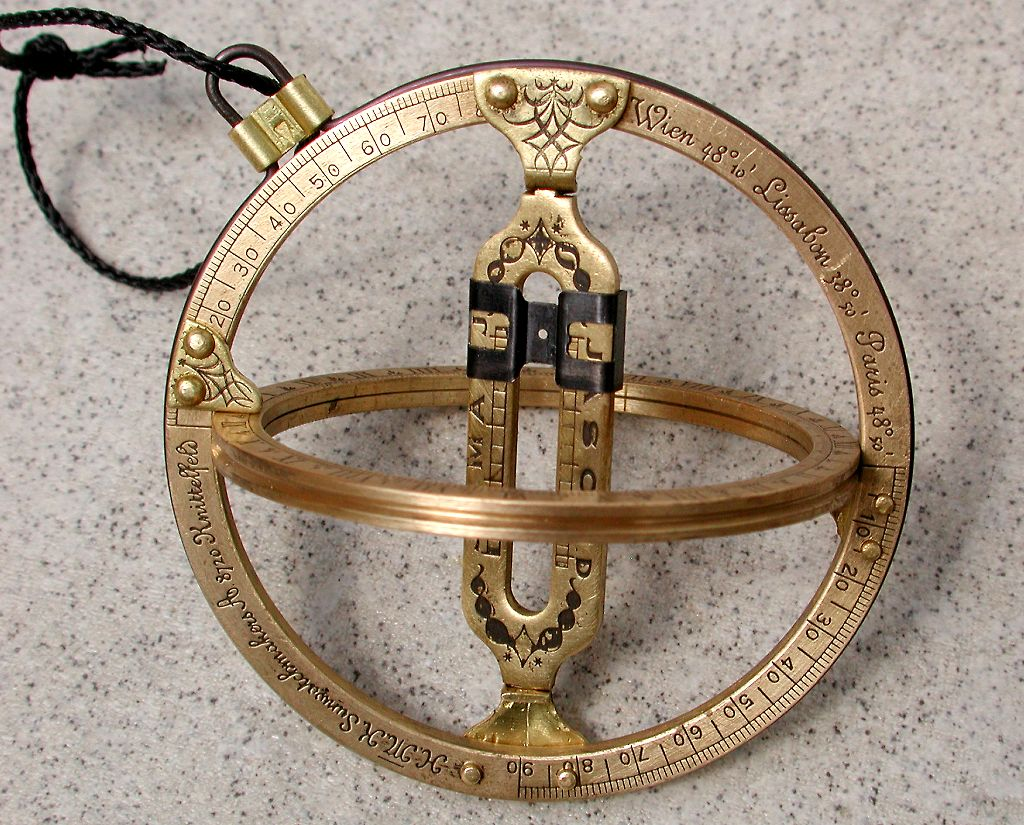
Anneau équinoxial en position ouverte.
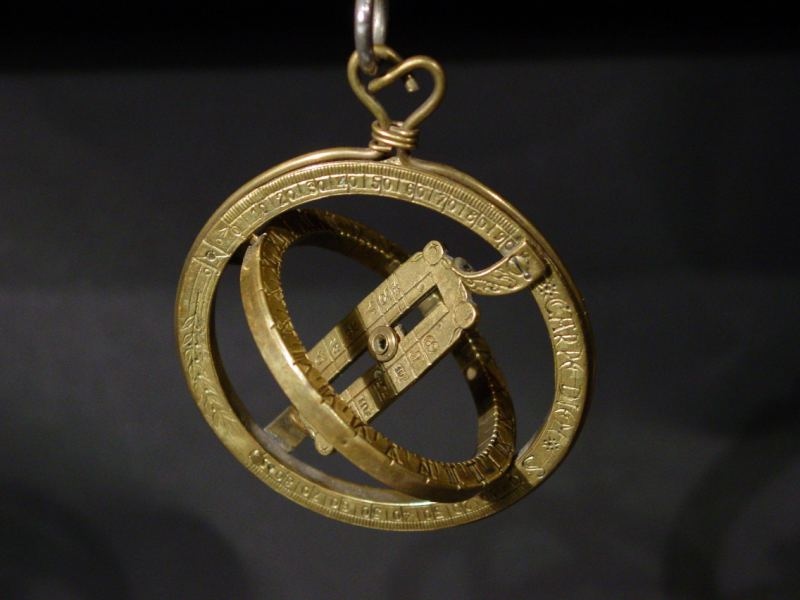
Anneau équinoxial en station.

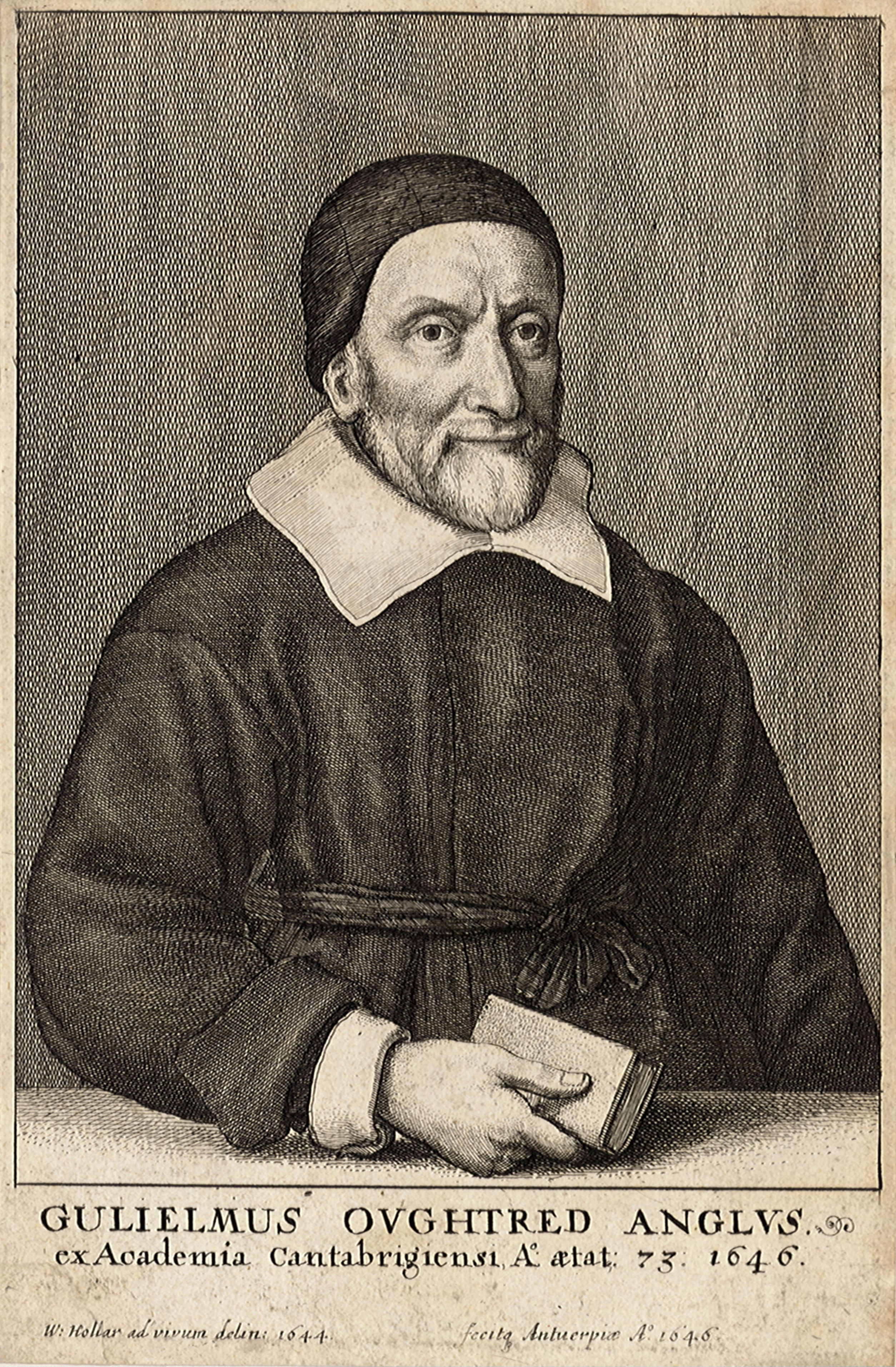
W. Oughtred, l'inventeur.

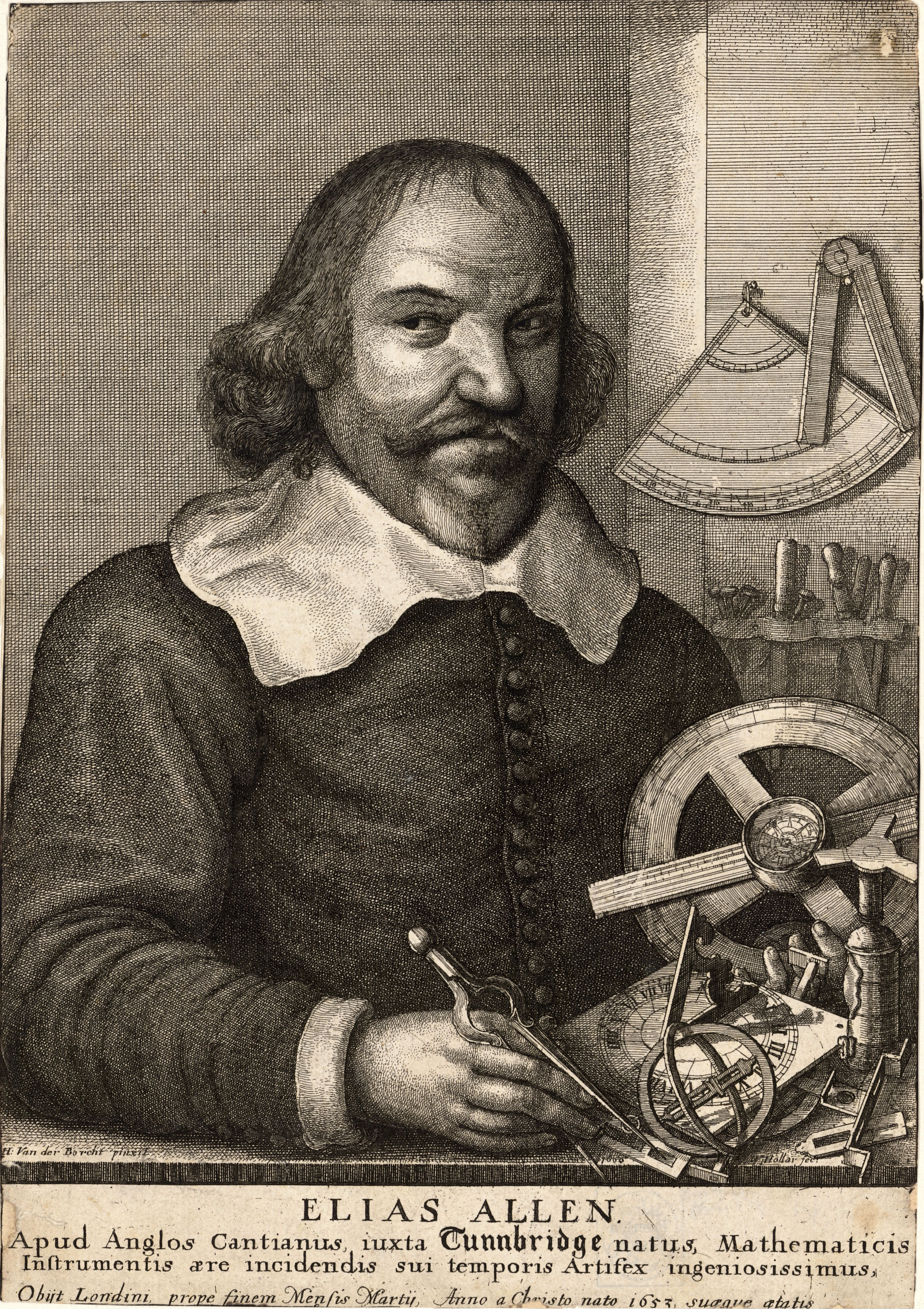
Elias Allen, le constructeur.

Dans les années 1630-1650, en Angleterre, William Oughtred, professeur de mathématiques, va inventer ce nouveau type d'anneau où le cercle de déclinaison est supprimé et remplacé par un style dans l'axe des pôles qui se présente sous la forme d'une lame diamétrale de déclinaison solaire (voir supra : l'anneau à deux cercles).

C'est en 1652 qu'il publie une description de cet instrument. Les premiers anneaux sont réalisés par son ami Elias Allen, et ceci dès avant 1638. En effet, sur un tableau d'Antoine Van Dyck daté de 1638, représentant la comtesse et le duc d'Arundel, et intitulé Madagascar Portrait, on voit la comtesse tenant entre ses mains un anneau d'Oughtred.

« L'instrument est plus simple, plus robuste et d'un moindre coût. Il fut très populaire puisqu'on en fabriquait encore au XIXe siècle, comme montre solaire de voyage. » .

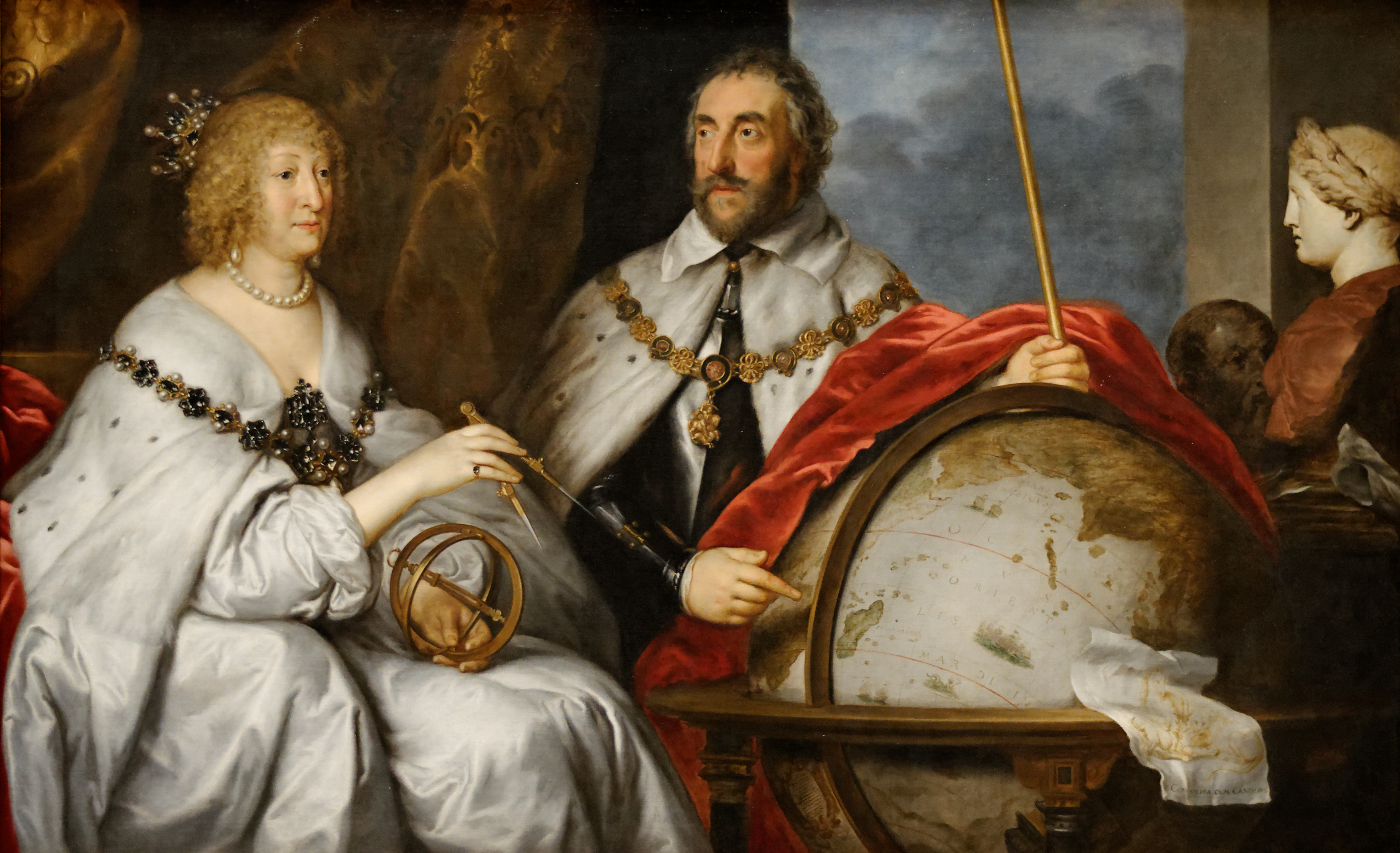
Tableau d'Antoine van Dyck, où l'on voit un anneau de William Oughtred.

##### Spécificités

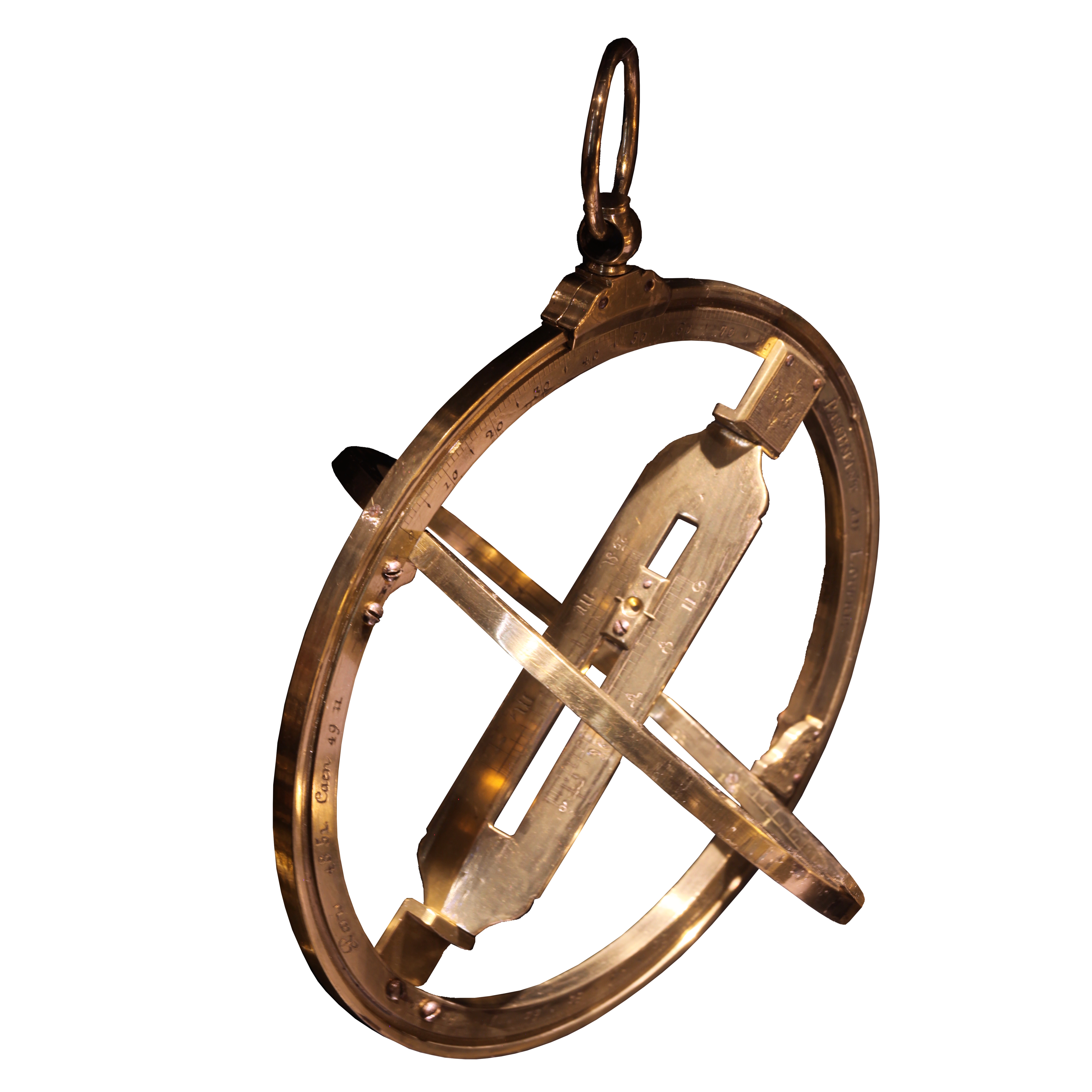
Un anneau à deux cercles.

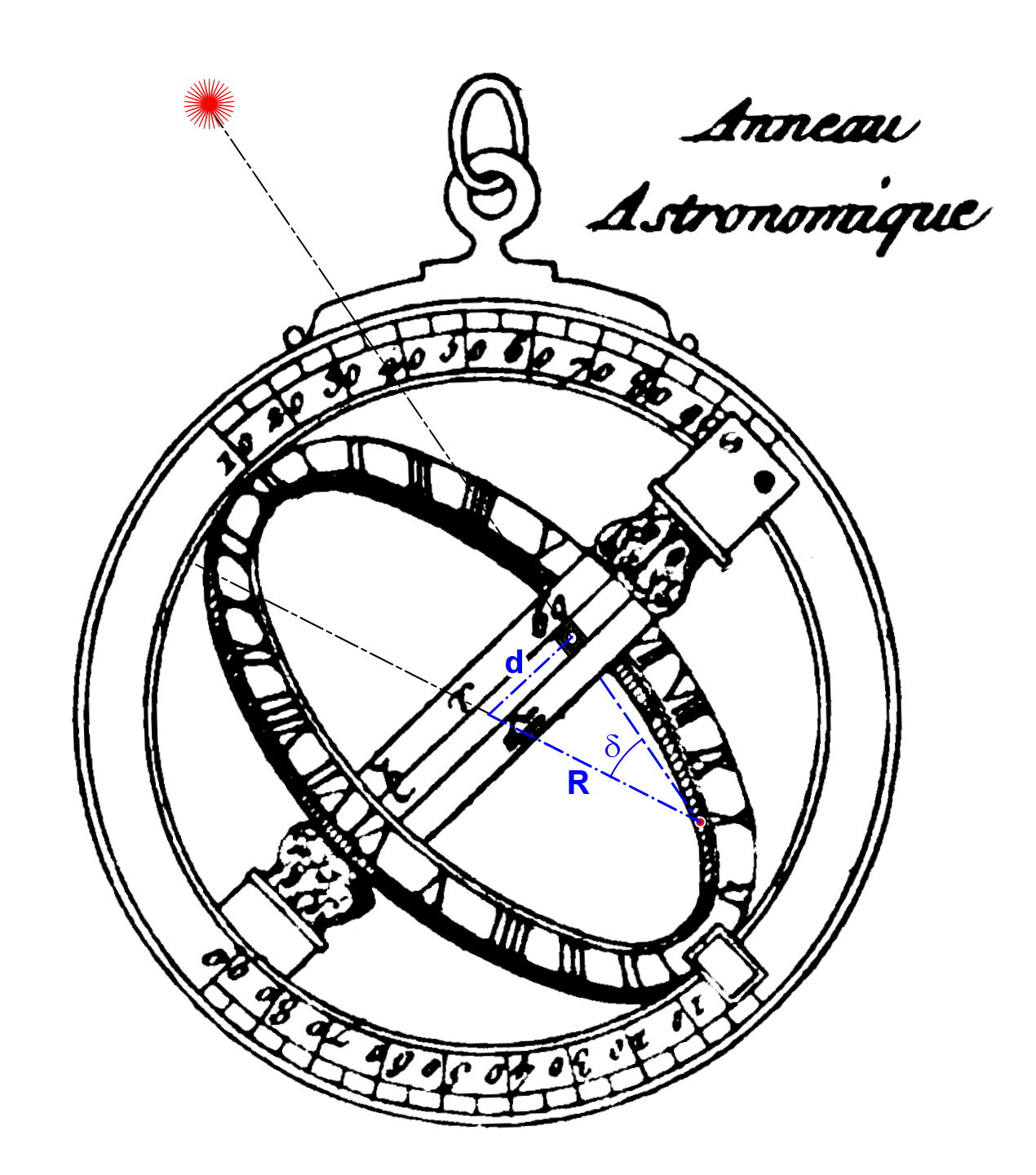
Pour graduer la lame

Les deux éléments extérieurs, le cercle méridien et le cercle horaire, sont de type standard.

Le troisième élément central, la lame de déclinaison solaire, comporte une lumière dans laquelle peut coulisser un curseur percé d'un petit trou faisant office d'œilleton.

Ce curseur se règle en position sur une échelle calendaire et/ou zodiacale gravée sur la lame, au recto ou au recto et verso. Le tracé de la graduation calendaire en fonction de la déclinaison solaire est immédiat : sur un instrument de rayon R, pour une date donnée de déclinaison solaire δ, la distance d par rapport au point central où δ = 0 est donnée à partir de la formule tan δ = d / R d'où on tire d = R tan δ.

La lame peut être fixe ou pivotante pour obtenir une meilleure image de la tache solaire en l'orientant perpendiculairement au Soleil.
Son mode d'utilisation a été précisé précédemment : (voir supra : Utilisation).

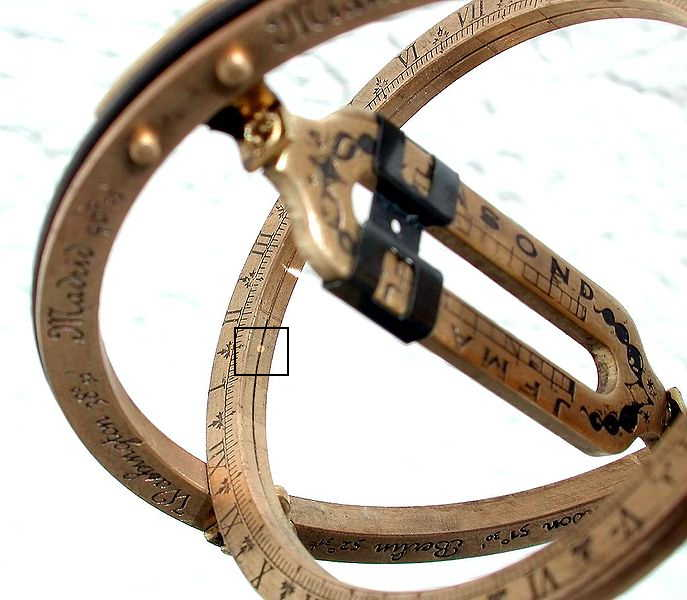
Anneau en station, lecture de l'heure ; l'image est annotée.

##### Modèles particuliers
En Angleterre, un anneau astronomique, sous une forme archaïque, a été employé pour des besoins de navigation hauturière vers le début du XVIIe siècle. Couplé avec un compas il permettait de mesurer la déclinaison magnétique ; C'est probablement à partir de ce modèle qu'est né l'anneau à deux cercles.
Des anneaux pouvaient être réduits au juste nécessaire, tel celui du musée des arts et métiers de Paris où l'anneau horaire est ouvert pour n'afficher que les douze heures de jour. Ce type d'anneau présente l'avantage de permettre son utilisation autour des équinoxes ; il est de plus allégé. Son inconvénient est d'être facilement déformable. 
Sur certains anneaux tardifs du XVIIIe siècle, il pourra exister un second cercle horaire, concentrique au premier et pouvant coulisser pour prendre en compte éventuellement un autre système horaire. Ce dernier anneau permettait  probablement d'indiquer toute autre heure liée à une différence de longitude ou de tenir compte de l'équation du temps.
Certains exemplaires anglais, au dos du cercle méridien, possèdent une graduation angulaire pour mesurer la hauteur du Soleil, ou son complément, la distance zénithale. Un logement permet d'insérer un petit gnomon nécessaire à cet usage. Cette fonction secondaire a été inspirée par un anneau nautique (ou armille) portugais.

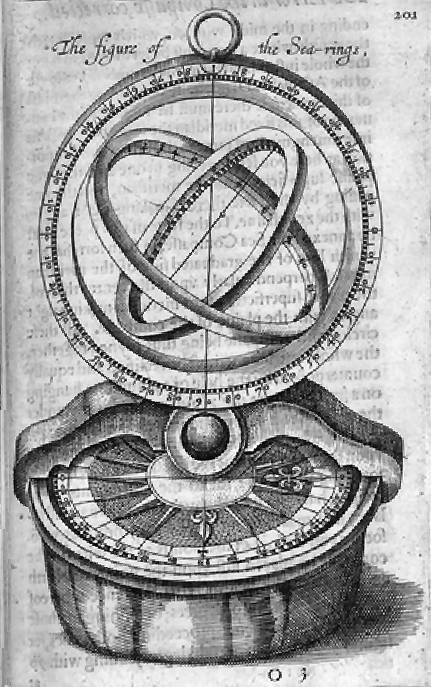
L'instrument « sea-ring » d'Edouard Wright.
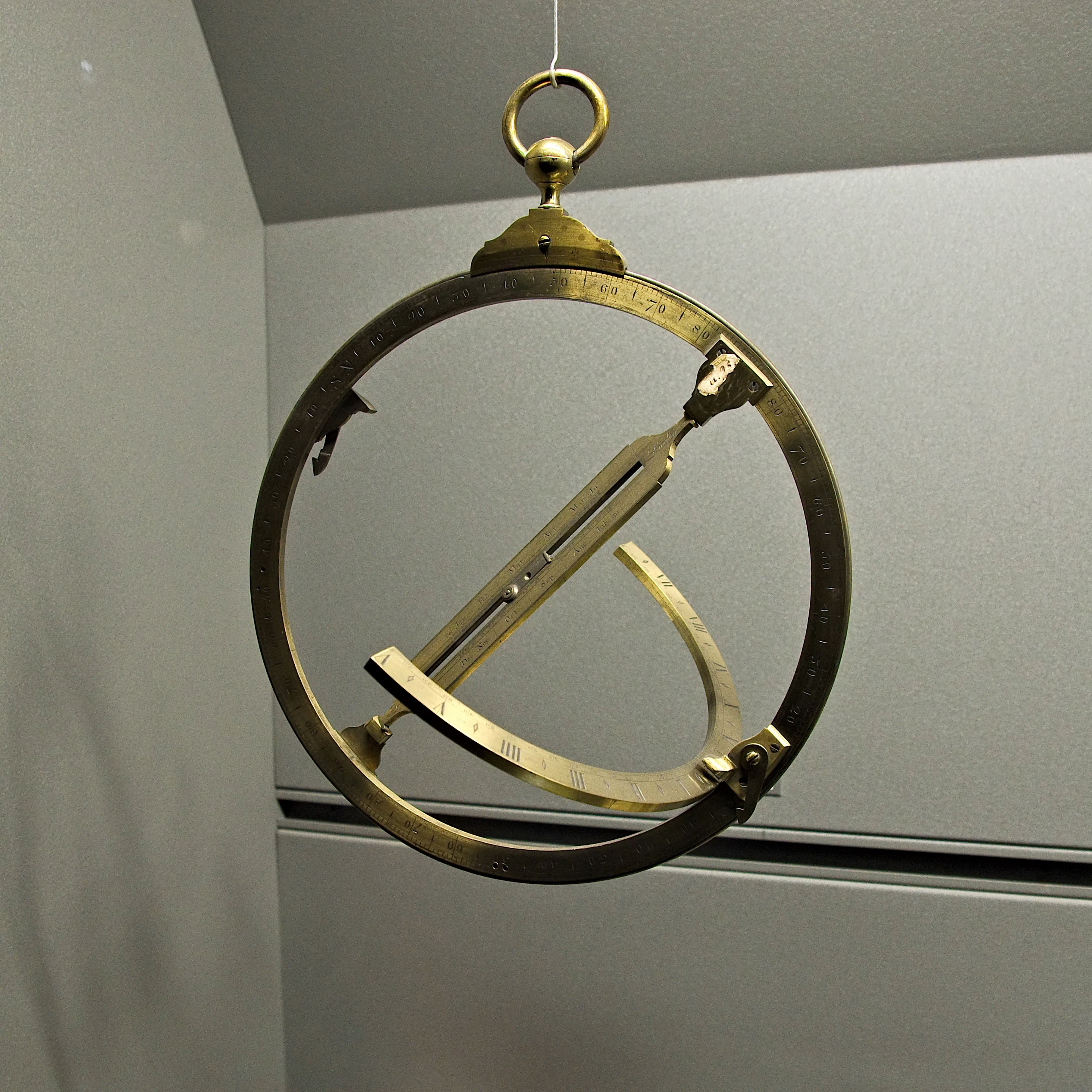
Anneau équinoxial au « juste nécessaire ».
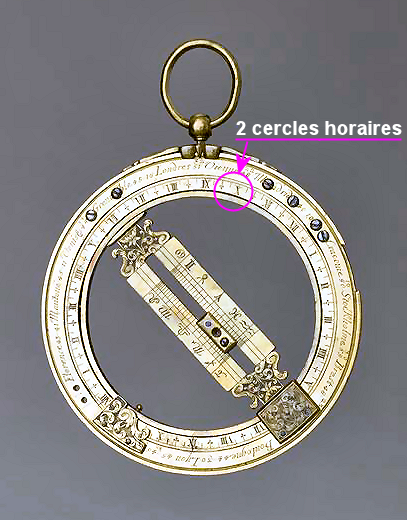
Anneau à deux cercles horaires de Butterfield.
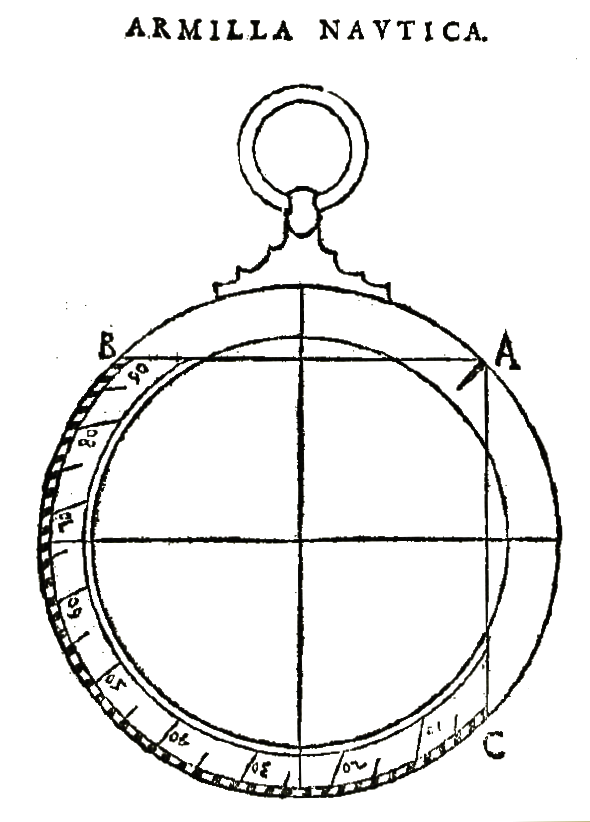
Armille intégrable au dos du cercle méridien.

#### L'anneau équinoxial à trois cercles
Parallèlement à l'anneau à deux cercles, réalisé à de très nombreux exemplaires eu égard à sa simplicité et son coût, un anneau à trois cercles, à diffusion plus restreinte, se retrouve à l'époque dans les couches privilégiées de la société savante.

Dans la seconde partie du XVIIIe siècle, deux auteurs français, le mathématicien Dominique-François Rivard et le gnomoniste Dom Bédos de Celles, traitent de « l'anneau équinoxial universel » de deux manières différentes : le premier ne parle que de l'anneau à deux cercles, tandis que le second ne donne que « la construction de l'anneau à trois cercles, qui, quoique assez composé, et assez difficile à faire, n'a point les défauts des autres »

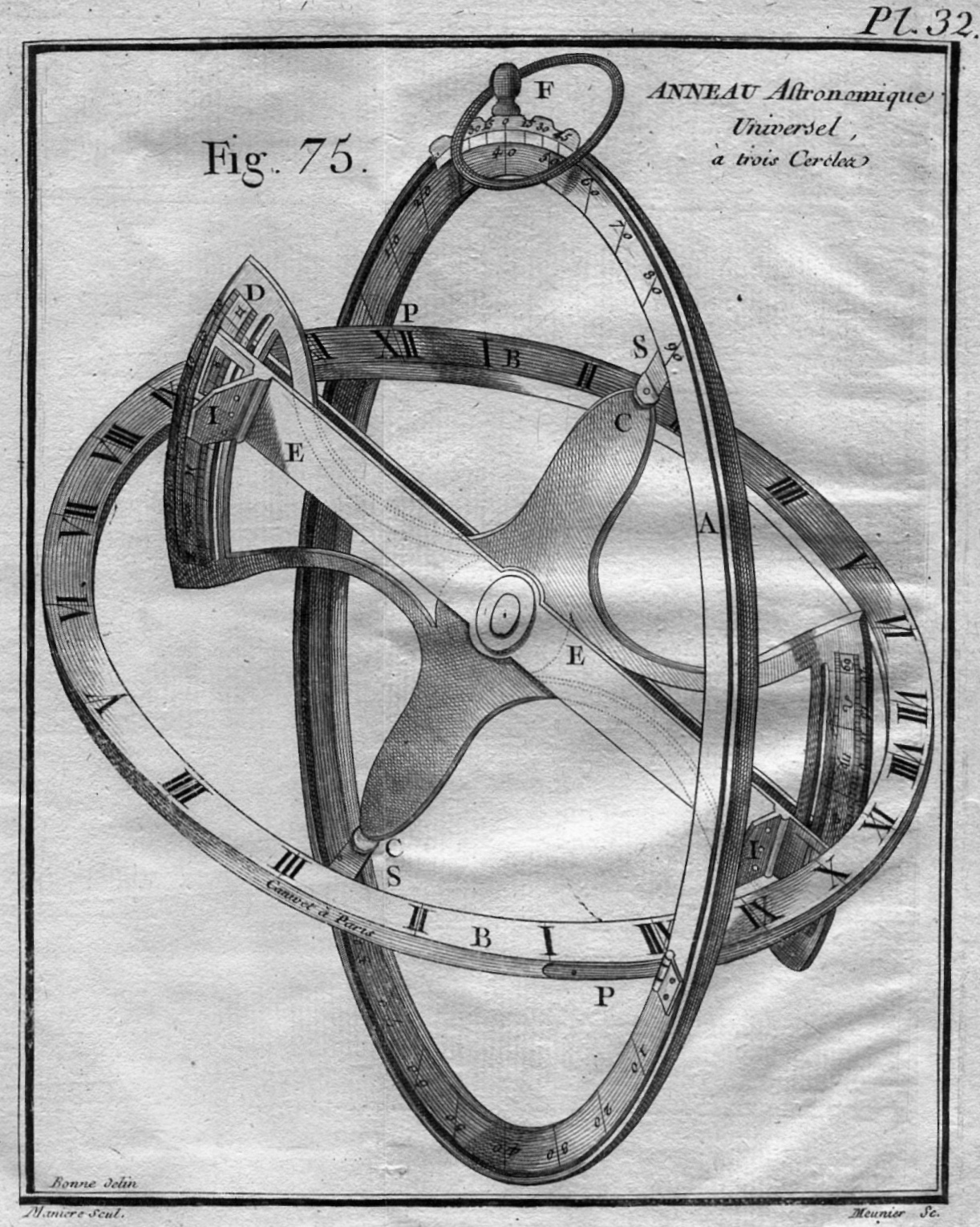
Anneau à trois cercles, Bédos de Celles, 1760.

##### Spécificités
Inspirés par l'anneau à alidade d'Oronce Fine, confrontés à des commanditaires exigeants, des anneaux de ce type vont se voir appliquer différentes améliorations.
- pour augmenter l'exactitude des mesurages, ils sont de grandes dimensions. Le plus grand des anneaux français, un anneau réalisé par Pierre Lemaire, vers 1740[24], a un diamètre de 320 mm ; l'échelle des heures gravée sur le cercle horaire est à trois niveaux, dont le plus précis donne la minute de temps ;
- l'alidade couplée au cercle de déclinaison présente des pinnules à trois trous, permettant d'effectuer des mesures dans l'axe du méridien et de l'équateur ;
- pour alléger l'instrument, le cercle de déclinaison est réduit au juste nécessaire, soit sur une ouverture de ± 24° correspondant à la déclinaison maximale du Soleil. Des constructeurs, tels Claude Langlois et  Jacques Canivet  ont réalisé ce type d'instrument[25]. Bédos de Celles le représente dans une planche de la première édition de son ouvrage La Gnomonique pratique de 1760[26] ;
- d'autres améliorations, plus complexes sont précisées dans l'anneau du cardinal de Luynes, ci-dessous.

##### L'anneau du cardinal de Luynes
Le plus élaboré des anneaux à trois cercles est celui du cardinal de Luynes, qu'il « a perfectionné et fait construire sous ses yeux pour son usage particulier, par le sieur [Jacques Nicolas] Baradelle, ingénieur pour les instruments de mathématiques, à Paris ». Cet instrument est décrit sur une dizaine de pages dans l'édition de 1774 de La gnomonique pratique de Dom Bédos.

Le seul exemplaire existant de ce modèle a été présenté dans l'exposition Kugel de 2002.
L'instrument (voir planche 32) se compose des trois cercles traditionnels dont les deux premiers se mettent perpendiculairement en place à l'ouverture du cercle de déclinaison.

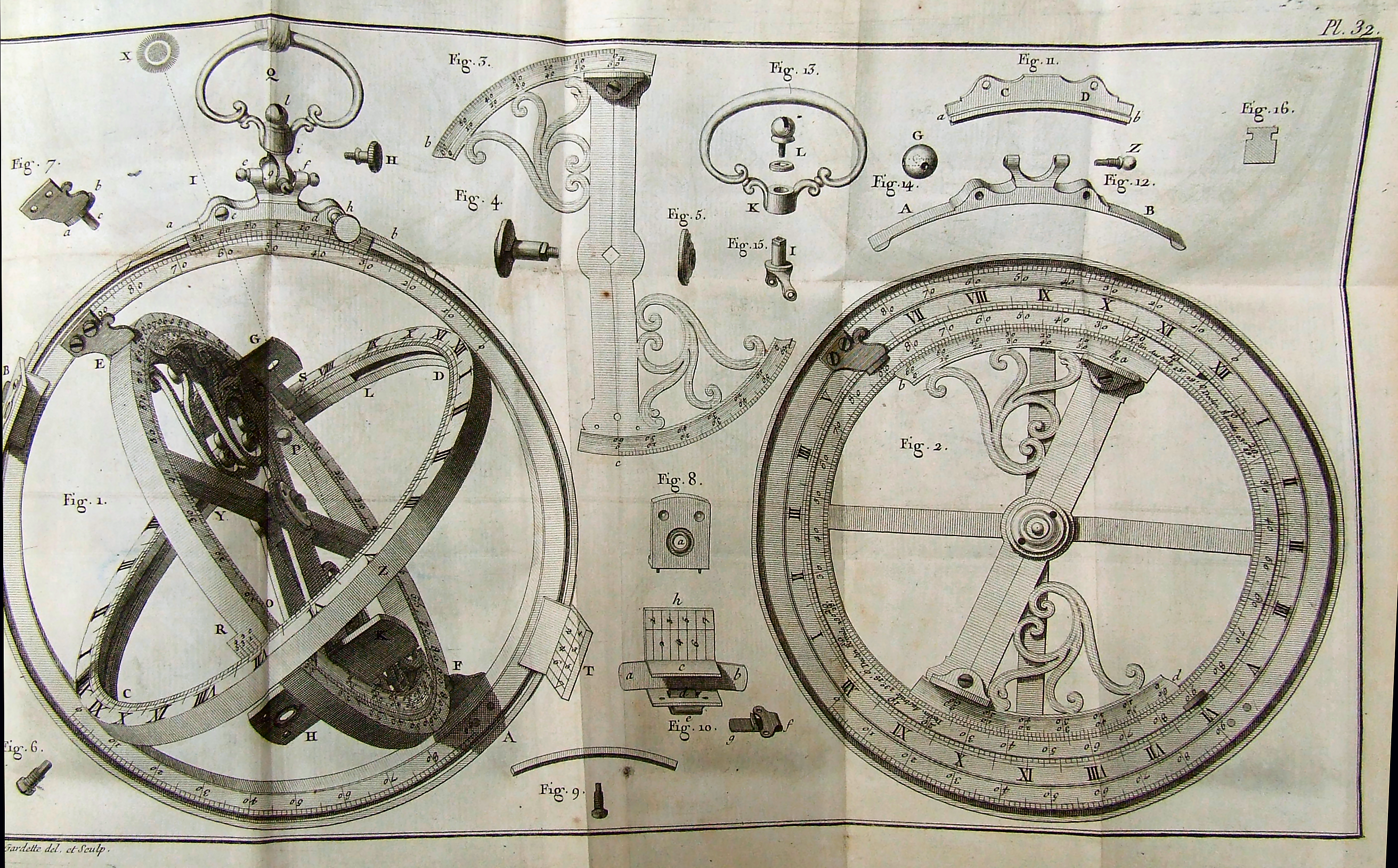
L'anneau astronomique du cardinal de Luynes, planche 32.

Le cercle méridien reçoit dans sa partie supérieure le trône recevant l'anneau de suspension. La liaison mécanique est de type cardan pour laisser le maximum de degrés de mobilité à l'instrument au cours de mesurages.

Le réglage précis en latitude s'effectue à l'aide d'un vernier dit « nonius » (cd fig. 1) ; il permet d'apprécier la minute de degré.

Deux pinnules particulières (B et T), décrites plus loin, se trouvent en périphérie.
Le cercle des heures est standard. À l'usage, on peut apprécier la minute d'heure grâce à deux verniers (R et S, fig. 1) fixés en opposition sur le cercle de déclinaison.
Le cercle de déclinaison comporte deux alidades en vis-à-vis, de part et d'autre de l'anneau. La finalité de ces deux alidades est d'équilibrer parfaitement l'instrument autour de son centre de suspension. Chaque alidade comporte deux pinnules : la première, dirigée vers le Soleil (G et H et fig. 8) est munie en son centre (a) d'une lentille convexe qui va focaliser le rayon solaire sur la pinnule réceptrice en un point marqué (K mais guère lisible sur la fig. 1). Toujours sur la pinnule où se trouve la lentille, existent « deux petits trous qui laissent passer le rayon solaire ; ils ont deux points en correspondance sur l'autre pinnule où  va se peindre l'image du Soleil ». Leur usage est obligatoire vers l'heure méridienne ou aux équinoxes.

Le réglage de la déclinaison solaire s'effectue à l'aide d'un double vernier (fig. 3) ; il permet d'apprécier la minute d'angle.
« Un autre usage [secondaire] de l'anneau astronomique, que Dom Bédos dit être non moins intéressant, est de prendre des hauteurs correspondantes pour tracer une méridienne ou vérifier la marche d'une pendule à secondes ».

Cette fonction est permise par les deux pinnules (B et T sur la fig. 1) ; la pinnule B qui porte une lentille est présentée au Soleil, la pinnule T est réceptrice. L'usage s'en fait en position fermée (fig. 2). La construction des pinnules permet par exemple de prendre sept hauteurs du Soleil consécutives le matin et l'après-midi. Dom Bédos n'indique pas à quelle exactitude on peut prétendre.

### L'anneau astronomique de nos jours
L'anneau astronomique ou bague astronomique est redevenu tendance dans l'industrie de la bijouterie depuis 2012. Dépourvu de ses capacités astronomiques de lecture de l'heure solaire pour la plupart des bagues sur le marché, il est bien souvent utilisé comme simple accessoire de mode ou même comme bague de fiançailles. Considéré comme symbolisant l'amour et l'union devant l’infinité de l'univers.